# Danse avec les stars
Danse avec les stars (parfois identifié par l'acronyme DALS) est une émission de télévision française produite par BBC Studios France et TF1 Production, et diffusée sur TF1 à partir du 12 février 2011. Il s'agit d'une adaptation de l'émission Strictly Come Dancing, diffusée au Royaume-Uni depuis le 15 mai 2004.

## Principe
Des célébrités faisant ou ayant fait carrière dans un autre domaine que la danse (chanson, musique, cinéma, sports, télévision, mannequinat, humour, etc.) sont associées à des professionnel(le)s de la danse, formant ainsi des couples de danse. Ce professionnel de la danse et partenaire fait également office de professeur. Après une semaine de répétitions au cours de laquelle elle doit apprendre une ou plusieurs chorégraphies, chaque célébrité se produit lors d'une émission en direct (diffusée en prime time), accompagnée de son partenaire de danse, en vue d'être jugée par un jury de professionnels d'une part et par le public d'autre part. Les duos doivent ainsi apprendre diverses sortes de danses, de chorégraphies et de figures.
Chaque membre du jury note les prestations de chaque couple sur une échelle de 1 à 10. Le public, quant à lui, vote tout au long de la soirée par téléphone, SMS ou sur un site Internet dédié.
À la fin de chaque émission hebdomadaire, les deux couples en fin de classement (moyenne des classements du jury et du public) doivent s'affronter lors d'une dernière danse, le face-à-face, à la suite de laquelle seul le public vote pour effectuer le départage. L'un des deux couples est alors définitivement éliminé. Lors de la finale, les deux (ou trois) derniers couples s'affrontent : la célébrité qui remporte le concours gagne un trophée.

## Participants

### Présentateurs
L'émission est ou a été présentée par :
- Sandrine Quétier (saisons 1 à 8)[1] ;
- Vincent Cerutti (saisons 1 à 5) ;
- Laurent Ournac (saisons 6 et 7)[2] ;
- Camille Combal (depuis la saison 9)[3] ;
- Karine Ferri (saisons 8 à 10)[4] ;
- et, lors de la saison 8, par un présentateur différent chaque semaine en duo avec Sandrine Quétier : Nikos Aliagas, Christophe Dechavanne, Laurence Boccolini, Jean-Luc Reichmann, Jean-Pierre Foucault, Karine Ferri, Arthur, Carole Rousseau, Denis Brogniart et Christophe Beaugrand.

Le comédien de doublage Richard Darbois prête sa voix (en off), pour annoncer les danseurs aux moments de leurs prestations, et appeler chaque membre du jury lors du dévoilement des notes.
Le comédien Patrick Kuban prête sa voix pour les génériques, les sujets sur les coulisses de l'émission et les reportages.
Sandra Lou présente Danse avec les stars, la suite lors de la saison 3. Ce moment revient notamment sur les meilleurs commentaires publiés par les téléspectateurs sur les réseaux sociaux. Guillaume Stanczyk reprend Danse avec les stars, la suite à partir de la saison 5, pour présenter les bêtisiers hebdomadaires et parler des réactions des internautes sur les réseaux sociaux,.
Sur Internet, L'After Danse avec les stars, est présentée par Léa Lando. L'After permet de voir les réactions des candidats, du jury, les coulisses de l'émission, etc. Il est diffusé juste après le prime et dure un peu plus de 30 minutes. Il n'y a pas eu d’After pour la saison 2, sauf pour le dernier direct. Lors de la saison 11, L'After était présenté par Karine Ferri,.
En 2016, une pastille quotidienne est diffusée sur NT1 présentée par Cécile Chlous.
| Saison                        | Saison 1 (2011)  | Saison 2 (2011)           | Saison 3 (2012)           | Saison 4 (2013)           | Saison 5 (2014)           | Saison 6 (2015)           | Saison 7 (2016)           | Saison 8 (2017)               | Saison 9 (2018)         | Saison 10 (2019)        | Saison 11 (2021) | Saison 12 (2022) | Saison 13 (2024) | Saison 14 (2025) |
| ----------------------------- | ---------------- | ------------------------- | ------------------------- | ------------------------- | ------------------------- | ------------------------- | ------------------------- | ----------------------------- | ----------------------- | ----------------------- | ---------------- | ---------------- | ---------------- | ---------------- |
| Présentation                  | Vincent Cerutti  | Vincent Cerutti           | Vincent Cerutti           | Vincent Cerutti           | Vincent Cerutti           | Sandrine Quétier          | Sandrine Quétier          | Sandrine Quétier              | Camille Combal          | Camille Combal          | Camille Combal   | Camille Combal   | Camille Combal   | Camille Combal   |
| Salon des résultats           | Sandrine Quétier | Sandrine Quétier          | Sandrine Quétier          | Sandrine Quétier          | Sandrine Quétier          | Laurent Ournac            | Laurent Ournac            | ci-dessous                    | Karine Ferri            | Karine Ferri            | Karine Ferri     | -                | -                | -                |
| Voix off                      | Richard Darbois  | Richard Darbois           | Richard Darbois           | Richard Darbois           | Richard Darbois           | Richard Darbois           | Richard Darbois           | Richard Darbois               | Richard Darbois         | Richard Darbois         | Richard Darbois  | Richard Darbois  | Richard Darbois  | Richard Darbois  |
| DALS, la suite (sur Internet) | -                | -                         | Sandra Lou                | -                         | Guillaume Stanczyk        | Guillaume Stanczyk        | Guillaume Stanczyk        | Guillaume Stanczyk            | Guillaume Stanczyk      | Guillaume Stanczyk      | -                | -                | -                | -                |
| After de Danse avec les stars | Léa Lando        | Vincent Cerutti (finale)  | Vincent Cerutti (finale)  | Vincent Cerutti (finale)  | Vincent Cerutti (finale)  | Laurent Ournac (finale)   | Laurent Ournac (finale)   | Christophe Beaugrand (finale) | Camille Combal (finale) | Camille Combal (finale) | Karine Ferri     | Camille Combal   | Camille Combal   | Camille Combal   |
| After de Danse avec les stars | Léa Lando        | Sandrine Quétier (finale) | Sandrine Quétier (finale) | Sandrine Quétier (finale) | Sandrine Quétier (finale) | Sandrine Quétier (finale) | Sandrine Quétier (finale) | Sandrine Quétier (finale)     | Karine Ferri (finale)   | Karine Ferri (finale)   | Karine Ferri     | Camille Combal   | Camille Combal   | Camille Combal   |
| Reportages coulisses          | Patrick Kuban    | Patrick Kuban             | Patrick Kuban             | Patrick Kuban             | Patrick Kuban             | Patrick Kuban             | Patrick Kuban             | Patrick Kuban                 | Patrick Kuban           | Patrick Kuban           | Patrick Kuban    | Patrick Kuban    | -                | -                |

- Animateurs en saison 8 : Nikos Aliagas, Christophe Dechavanne, Laurence Boccolini, Jean-Luc Reichmann, Jean-Pierre Foucault, Karine Ferri, Arthur, Carole Rousseau, Denis Brogniart, Christophe Beaugrand

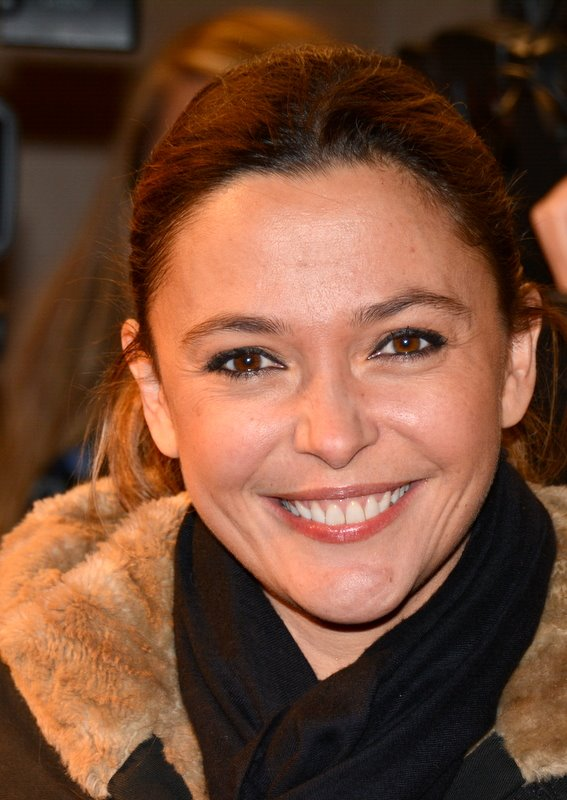
Sandrine Quétier
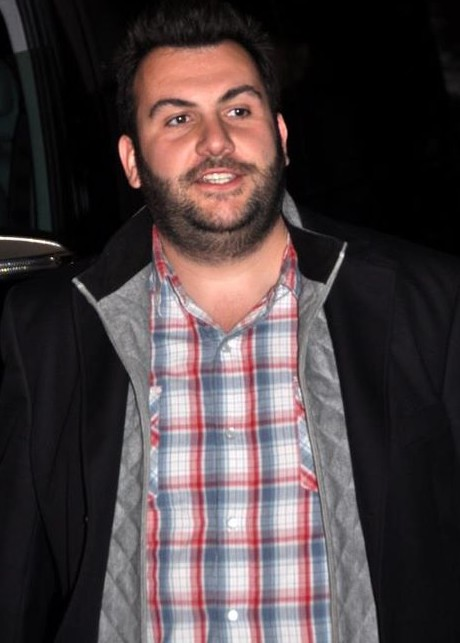
Laurent Ournac
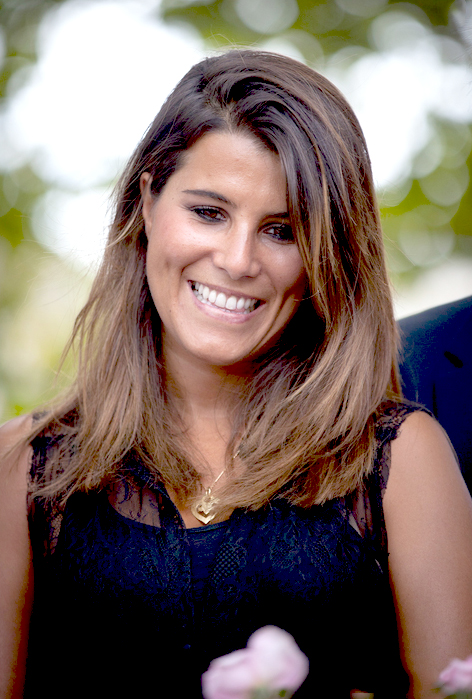
Karine Ferri
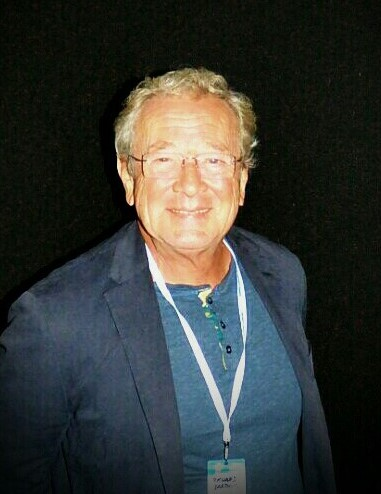
Richard Darbois
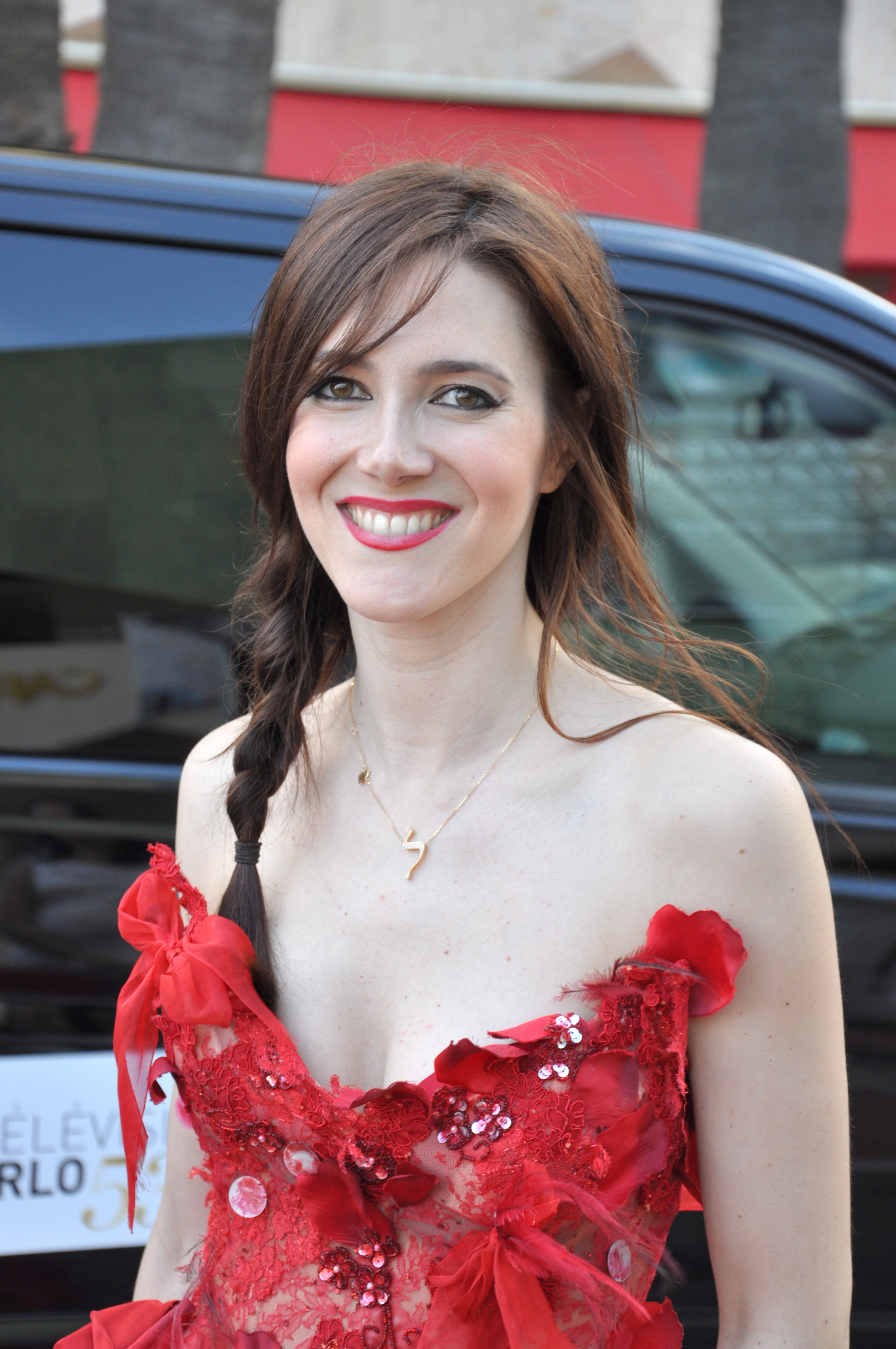
Sandra Lou

#### Émissions spéciales
| Saisons             | « DALS » fête Noël (2012) | Le Grand Show (2017) | DALSI (2024)    |
| ------------------- | ------------------------- | -------------------- | --------------- |
| Présentation        | Vincent Cerutti           | Sandrine Quétier     | Michou          |
| Salon des résultats | Sandrine Quétier          | -                    | Doigby          |
| Voix off            | Richard Darbois           | Richard Darbois      | Richard Darbois |

### Jury
Le jury est ou a été composé de :
- Chris Marques (depuis la saison 1), danseur et chorégraphe franco-portugais, spécialisé dans les compétitions de danses latines, triple champion du monde de salsa,
- Jean-Marc Généreux (saisons 1 à 10 et exceptionnellement lors du 2e prime de la saison 12,depuis la saison 13), danseur de salon et chorégraphe canado-français, juge international,
- Alessandra Martines (saisons 1 et 2), actrice et danseuse étoile franco-italienne,
- Marie-Claude Pietragalla (saisons 3 à 7), étoile du Ballet de l'Opéra national de Paris et chorégraphe française[12],
- Shy'm (saisons 3, 4, 7 (en tant que juge invité), 9 et 10), chanteuse et danseuse-chorégraphe française, gagnante de la saison 2 de Danse avec les stars[13],
- M. Pokora (saison 5), chanteur et danseur français, gagnant de la saison 1 de Danse avec les stars[14],
- Fauve Hautot (saisons 6 à 8, depuis la saison 13), danseuse et chorégraphe française, championne de France junior latine en 2001, vice-championne en catégorie standard et 3e en catégorie 10 danses en France, gagnante des saisons 3, 10, 11 et 12 de Danse avec les stars[2],[15],
- Nicolas Archambault (saison 8), danseur, chorégraphe, metteur en scène et réalisateur canadien, vainqueur en 2008 de la version canadienne de So You Think You Can Dance, juré en 2012 de la version française de ce même format sur NT1[16],
- Patrick Dupond (saisons 9 et 10), étoile et  maître de ballet  du Ballet de l'Opéra national de Paris et chorégraphe français,
- Denitsa Ikonomova (saison 11 et exceptionnellement lors du 7e prime de la saison 12), danseuse et chorégraphe bulgare, championne canadienne amateur et professionnel, championne de danses latines en Bulgarie, 2e en danse moderne, 6e au championnat mondial de dix danses en 2011, demi-finaliste de la saison 4 de l'émission So You Think You Can Dance au Canada, gagnante des saisons 5, 6, 7 et 9 de Danse avec les stars,
- Jean-Paul Gaultier (saison 11), grand couturier français,
- François Alu (saison 11 à 12), danseur français, étoile du Ballet de l'Opéra national de Paris,
- Marie-Agnès Gillot (saison 12) , danseuse et chorégraphe française, étoile du Ballet de l'Opéra national de Paris,
- Bilal Hassani (saison 12), chanteur français, finaliste de la saison 11[17],
- Mel Charlot (depuis la saison 13), danseuse, chorégraphe et directrice artistique canadienne, spécialisée en hip-hop.

| Juges            | Saison 1 (2011)     | Saison 2 (2011)     | Saison 3 (2012)          | Saison 4 (2013)          | Saison 5 (2014)          | Saison 6 (2015)          | Saison 7 (2016)          | Saison 8 (2017)     | Saison 9 (2018)    | Saison 10 (2019)   | Saison 11 (2021)   | Saison 12 (2022)                     | Saison 13 (2024)   | Saison 14 (2025)   |                    |
| ---------------- | ------------------- | ------------------- | ------------------------ | ------------------------ | ------------------------ | ------------------------ | ------------------------ | ------------------- | ------------------ | ------------------ | ------------------ | ------------------------------------ | ------------------ | ------------------ | ------------------ |
| Juges permanents | Chris Marques       | Chris Marques       | Chris Marques            | Chris Marques            | Chris Marques            | Chris Marques            | Chris Marques            | Chris Marques       | Chris Marques      | Chris Marques      | Chris Marques      | Chris Marques                        | Chris Marques      | Chris Marques      |                    |
| Juges permanents | Jean-Marc Généreux  | Jean-Marc Généreux  | Jean-Marc Généreux       | Jean-Marc Généreux       | Jean-Marc Généreux       | Jean-Marc Généreux       | Jean-Marc Généreux       | Jean-Marc Généreux  | Jean-Marc Généreux | Jean-Marc Généreux | François Alu       | François Alu                         | Jean-Marc Généreux | Jean-Marc Généreux | Jean-Marc Généreux |
| Juges permanents | Alessandra Martines | Alessandra Martines | Marie-Claude Pietragalla | Marie-Claude Pietragalla | Marie-Claude Pietragalla | Marie-Claude Pietragalla | Marie-Claude Pietragalla | Nicolas Archambault | Patrick Dupond     | Patrick Dupond     | Jean-Paul Gaultier | Marie-Agnès Gillot                   | Mel Charlot        | Mel Charlot        |                    |
| Juges permanents | -                   | -                   | Shy'm                    | Shy'm                    | M. Pokora                | Fauve Hautot             | Fauve Hautot             | Fauve Hautot        | Shy'm              | Shy'm              | Denitsa Ikonomova  | Bilal Hassani                        | Fauve Hautot       | Fauve Hautot       |                    |
| Juges invités    | -                   | -                   | -                        | -                        | -                        | -                        | Shy'm                    | -                   | -                  | -                  | -                  | Denitsa Ikonomova Jean-Marc Généreux | -                  | Kamel Ouali        |                    |

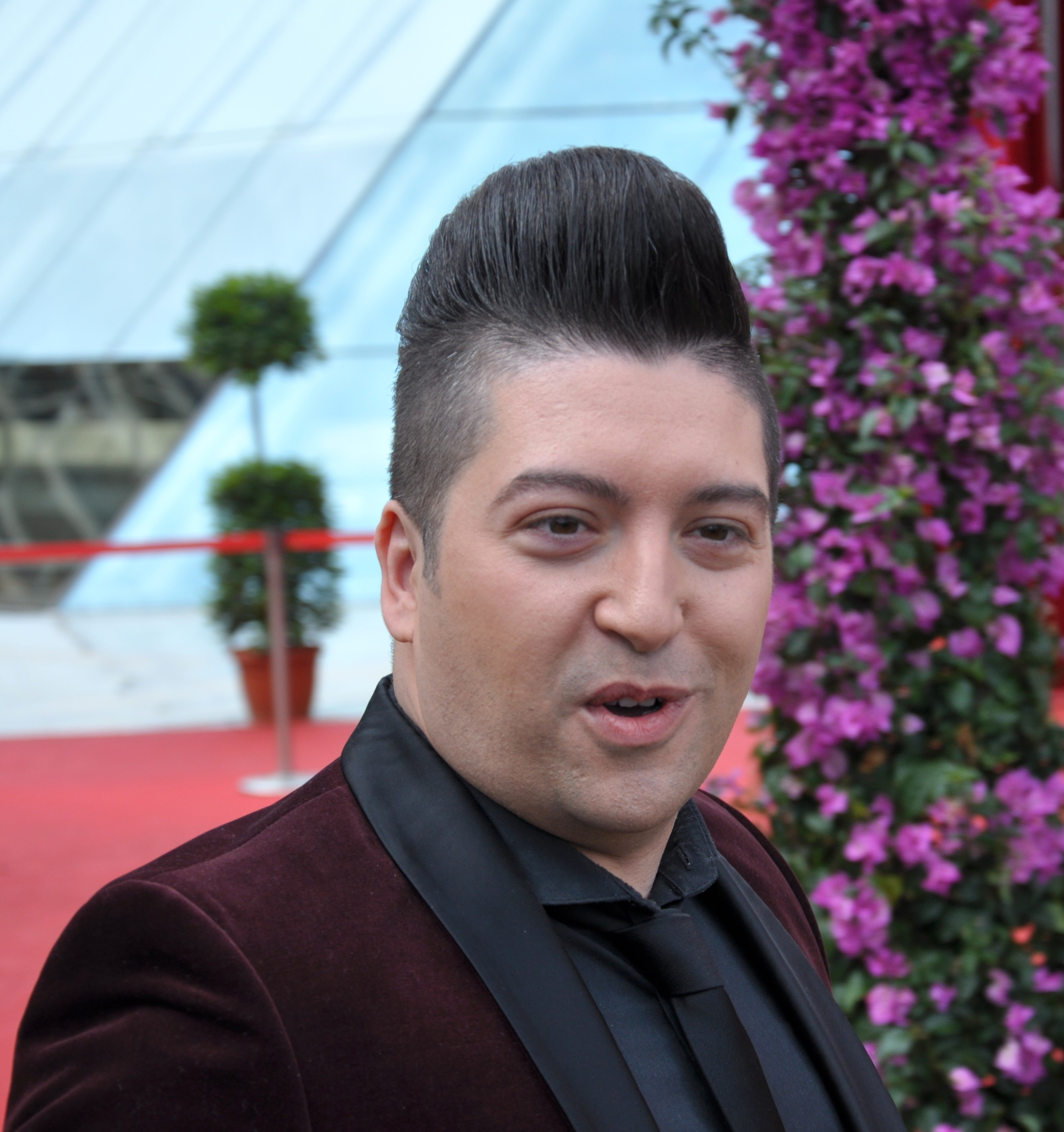
Chris Marques (1-)
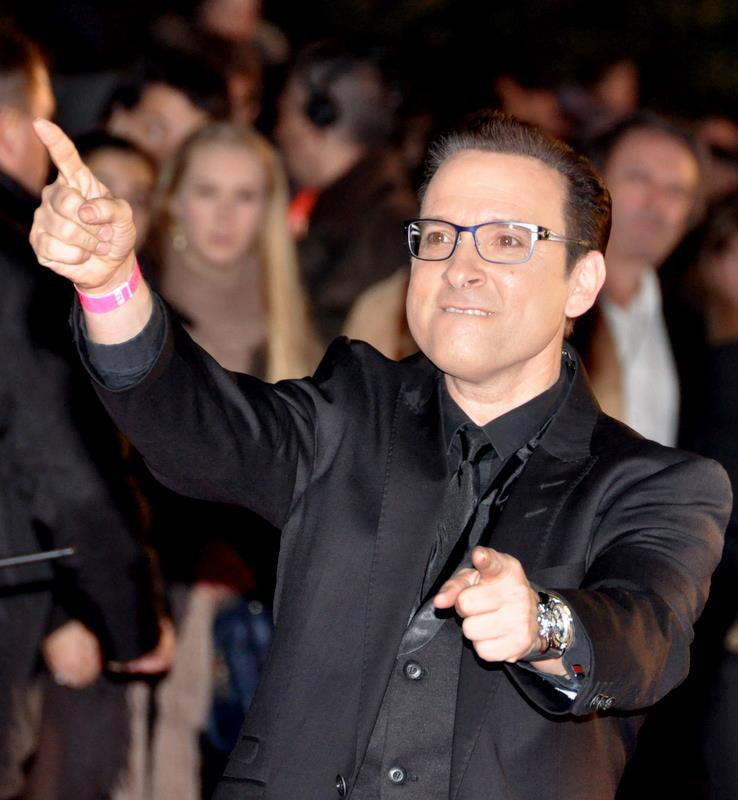
Jean-Marc Généreux (1-10, 13-)
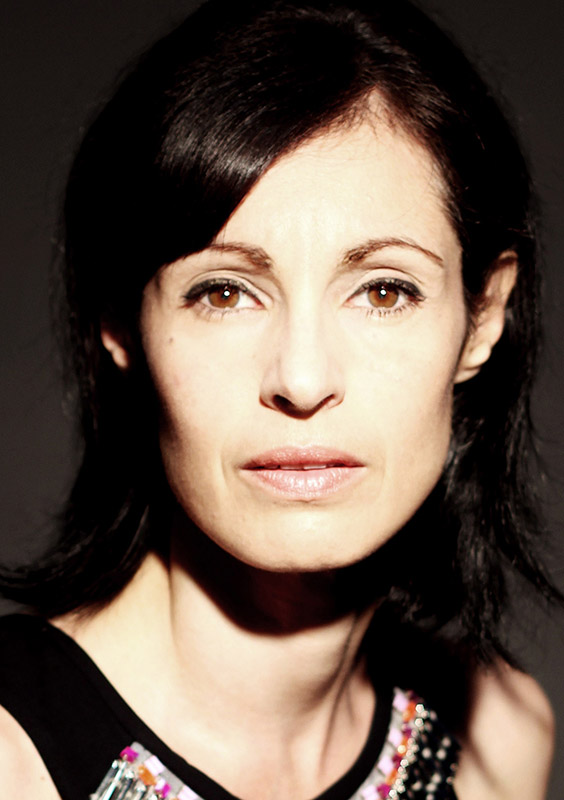
Marie-Claude Pietragalla (3-7)
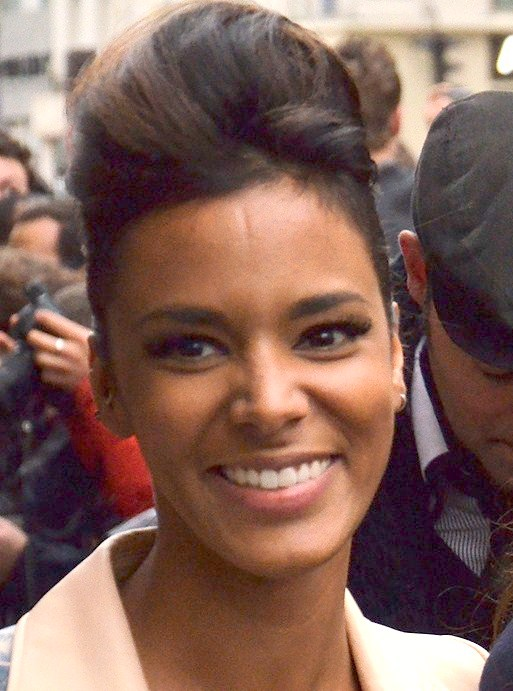
Shy'm (3-4, 9-10)
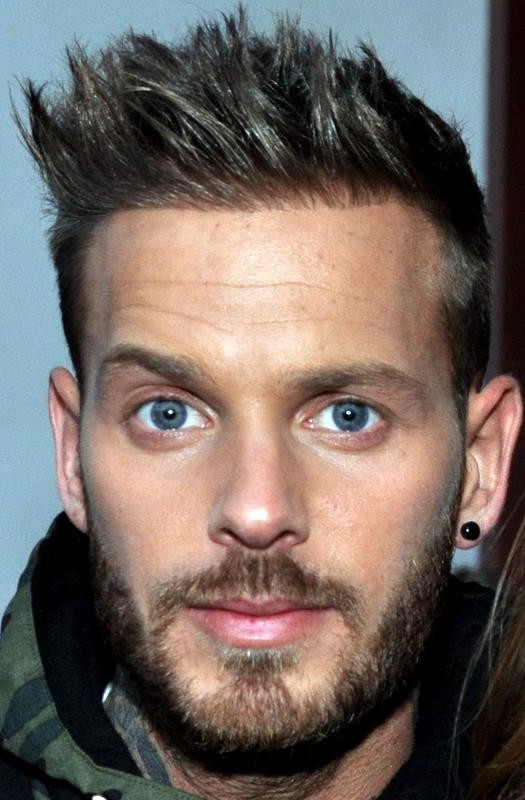
M. Pokora (5)
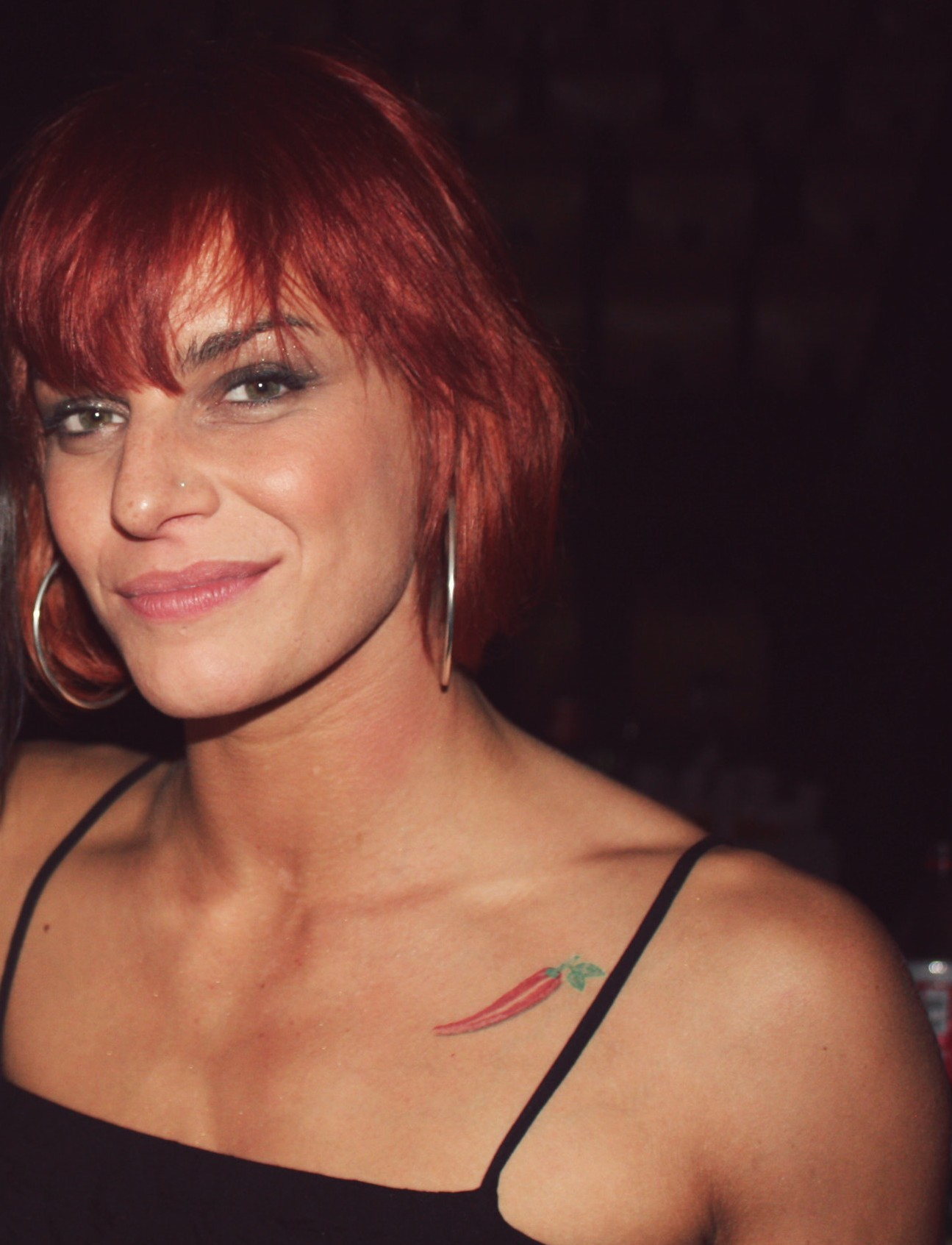
Fauve Hautot (6-8, 13-)
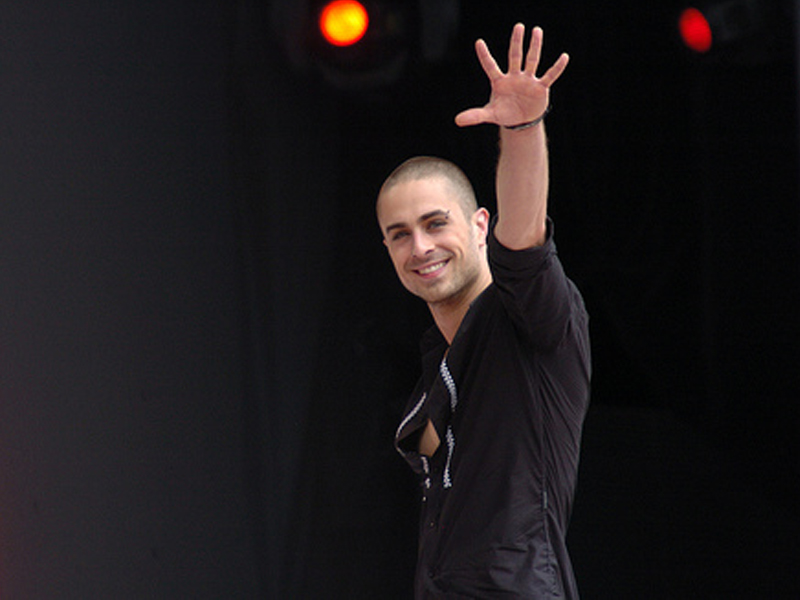
Nicolas Archambault (8)
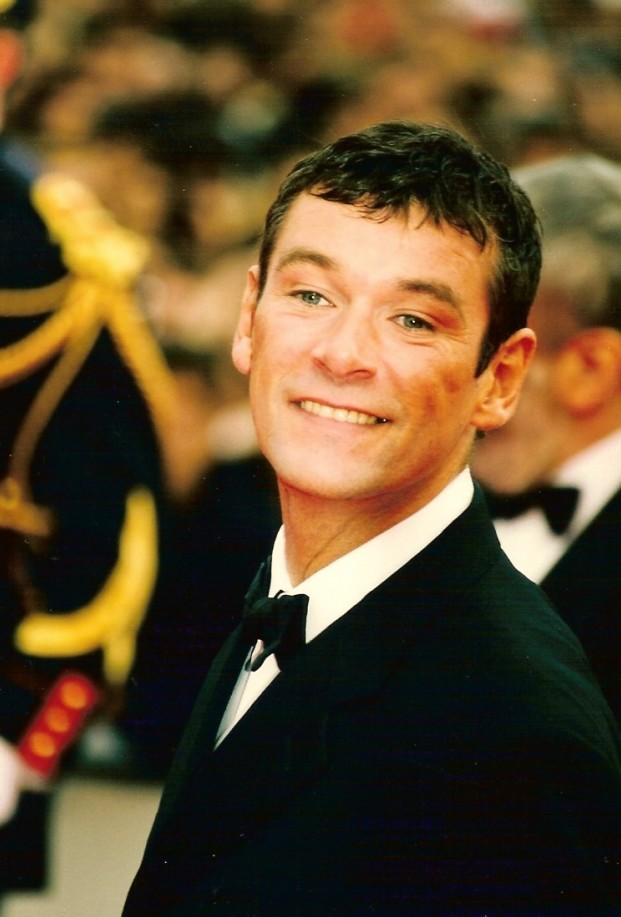
Patrick Dupond (9-10)
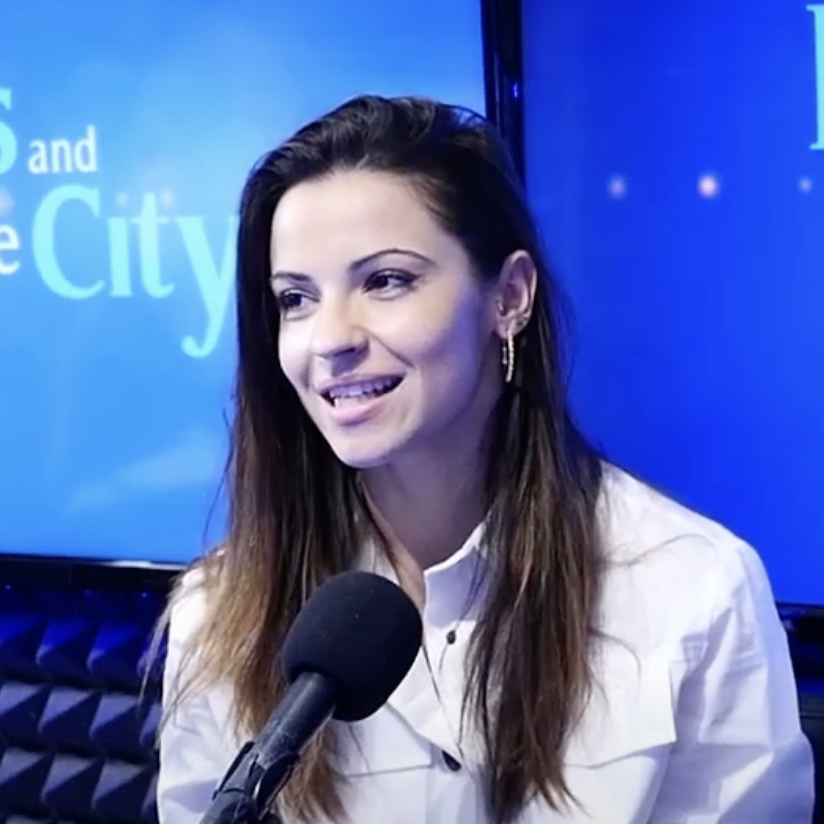
Denitsa Ikonomova (11)
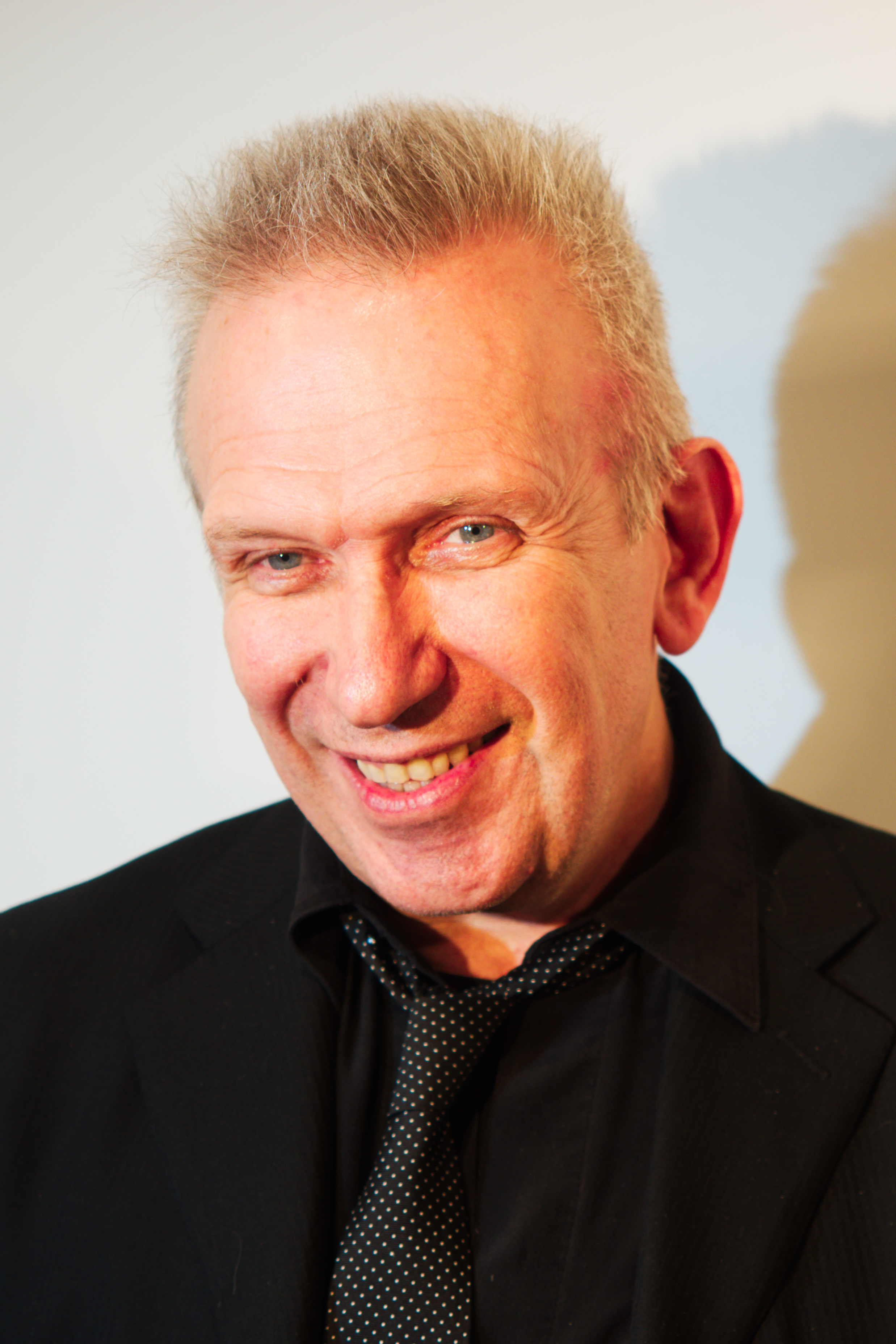
Jean-Paul Gaultier (11)
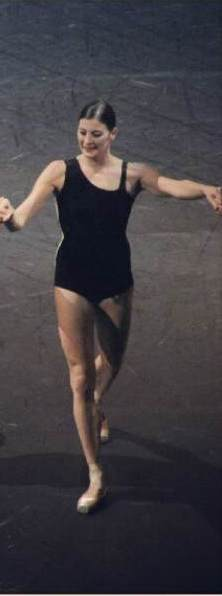
Marie-Agnès Gillot (12)
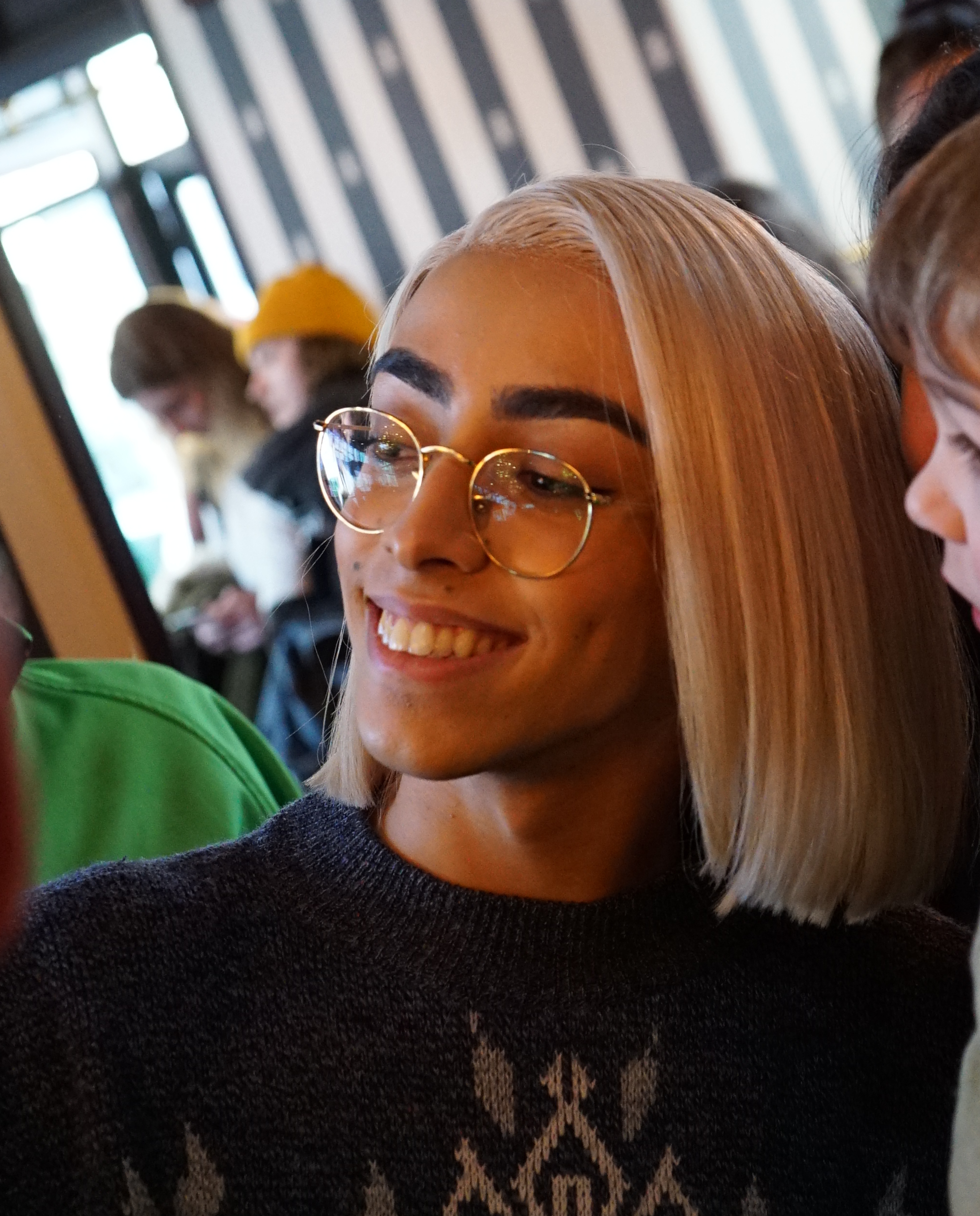
Bilal Hassani (12)

Jaclyn Spencer, danseuse professionnelle et épouse de Chris Marques, a également officié en tant que juge pour les tournées Danse avec les stars.

#### Émissions spéciales
| Juges            | « DALS » fête Noël (2012) | Le Grand Show (2017)     | DALSI (2024)                 |
| ---------------- | ------------------------- | ------------------------ | ---------------------------- |
| Juges permanents | Chris Marques             | Chris Marques            | Chris Marques                |
| Juges permanents | Jean-Marc Généreux        |                          |                              |
| Juges permanents | Marie-Claude Pietragalla  | Marie-Claude Pietragalla | Mel Charlot                  |
| Juges permanents | Shy'm                     | Fauve Hautot             | Fauve Hautot                 |
| Juges invités    | -                         | -                        | Carlito Camille Combal Shy'm |

### Partenaires professionnels
Chaque célébrité est associée à un(e) partenaire professionnel(le) de danse qui fait également office de professeur.
Depuis le début de l'émission, 30 danseurs professionnels, chorégraphes et professeurs participent ou ont participé à l'émission : 
- Nicolas Archambault
- Emmanuelle Berne
- Alizée Bois
- Elsa Bois
- Julien Brugel
- Adrien Caby
- Anthony Colette
- Marie Denigot
- Maxime Dereymez
- Hajiba Fahmy
- Guillaume Foucault
- Calisson Goasdoué
- Grégory Guichard
- Fauve Hautot
- Denitsa Ikonomova
- Christophe Licata
- Coralie Licata
- Joël Luzolo
- Grégoire Lyonnet
- Pierre Mauduy
- Christian Millette
- Yann-Alrick Mortreuil
- Nino Mosa
- Jordan Mouillerac
- Silvia Notargiacomo
- Candice Pascal
- Katrina Patchett
- Ana Riera
- Samuel Texier
- Inès Vandamme

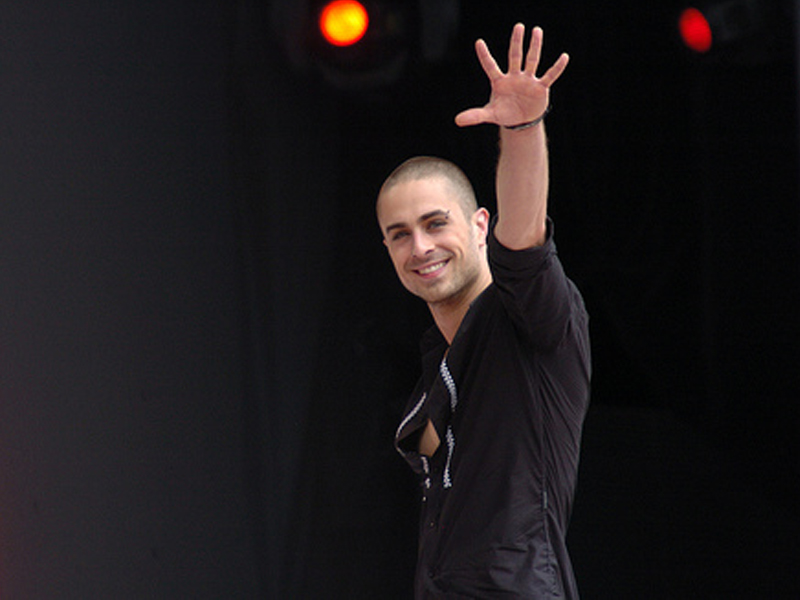
Nicolas Archambault
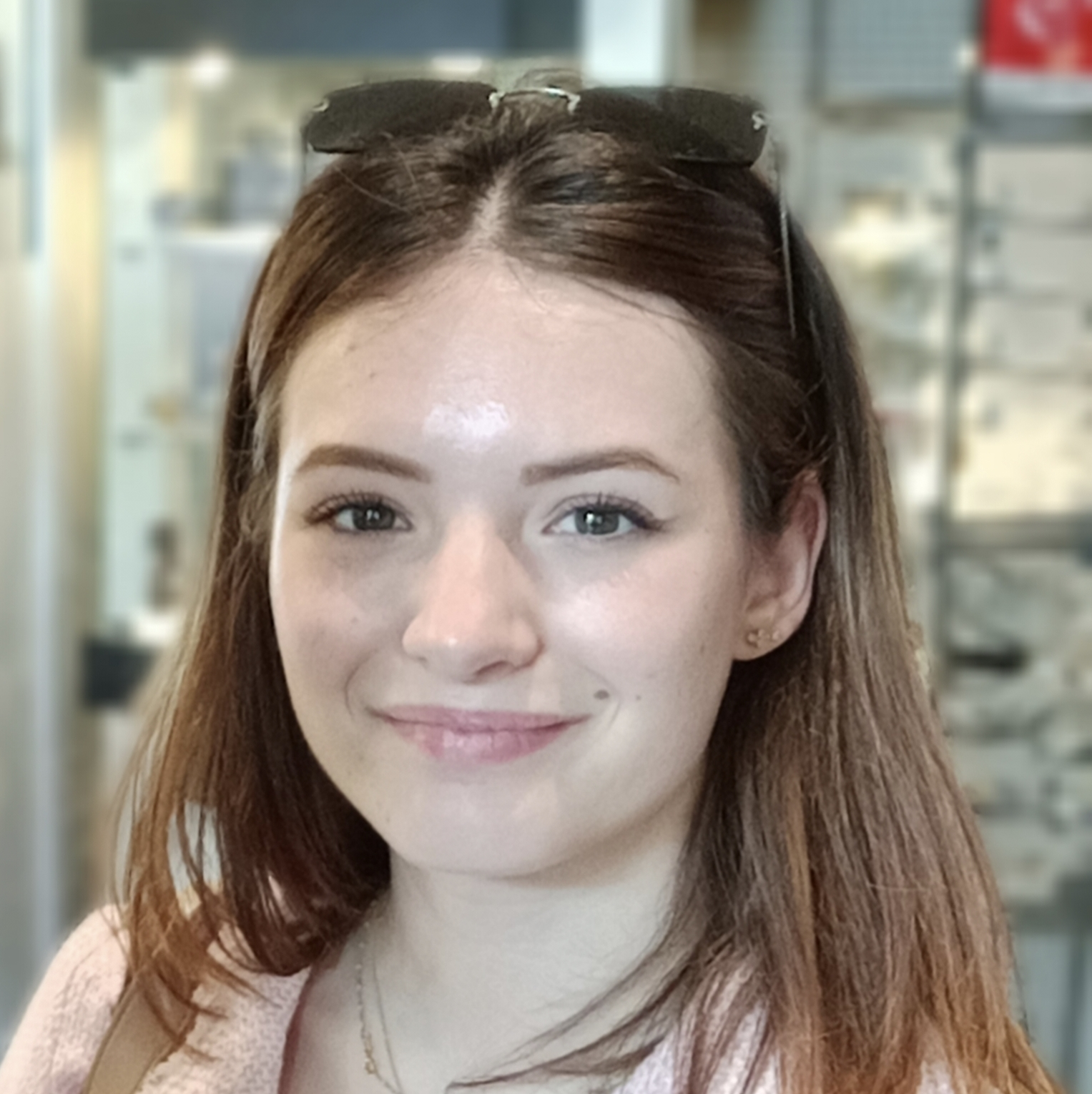
Elsa Bois
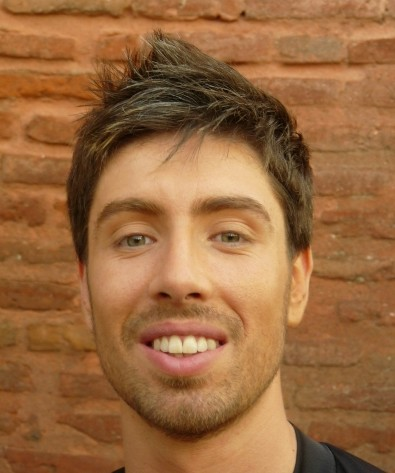
Julien Brugel
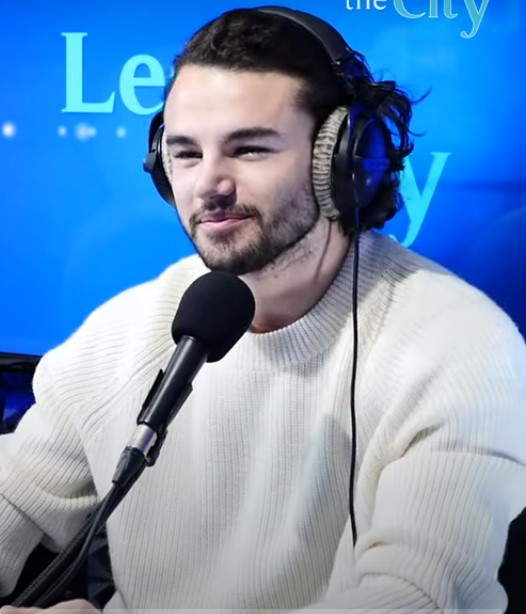
Anthony Colette
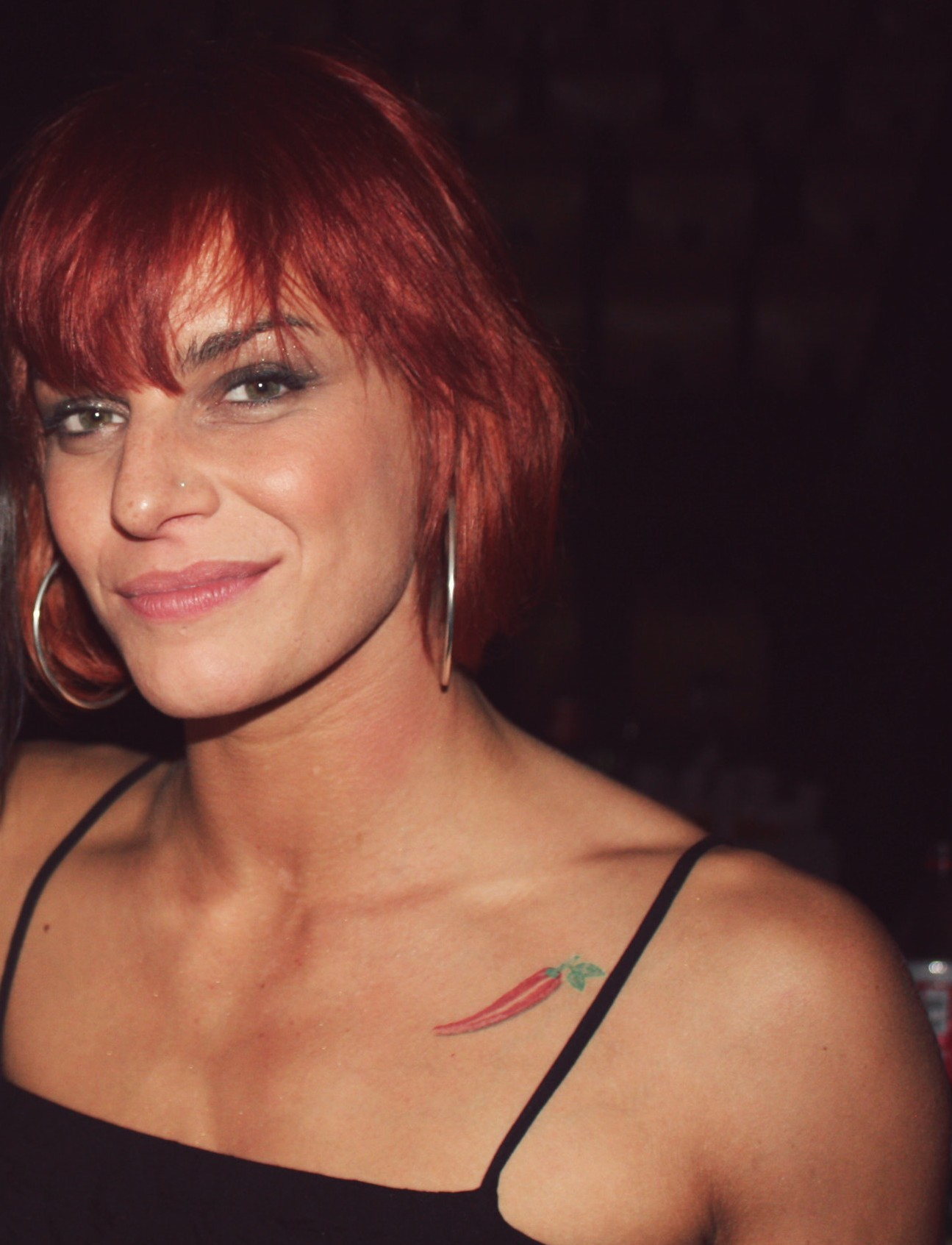
Fauve Hautot
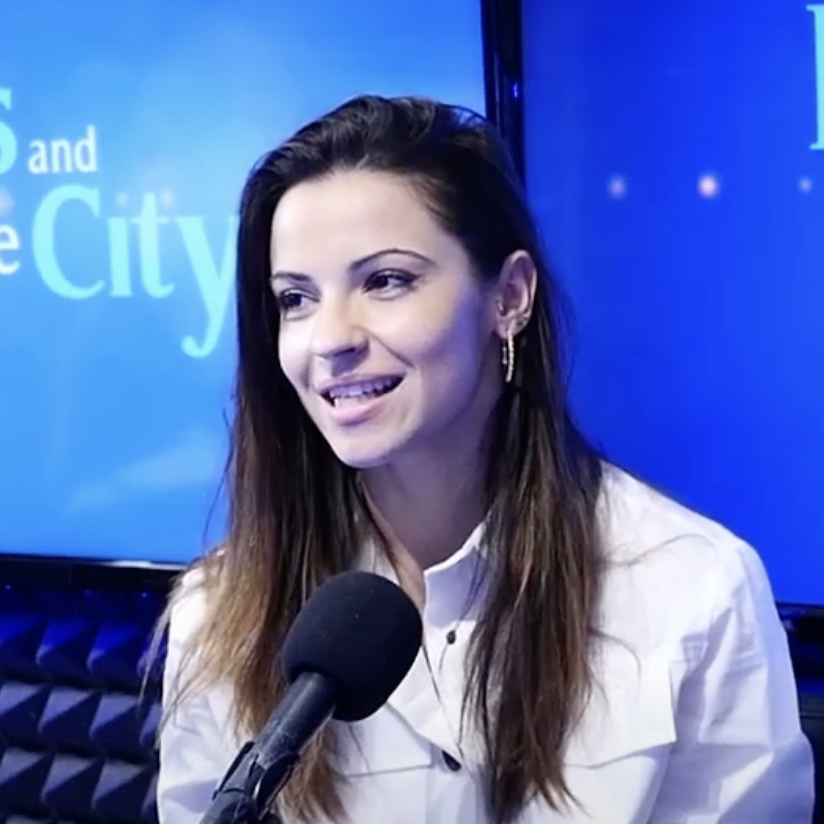
Denitsa Ikonomova
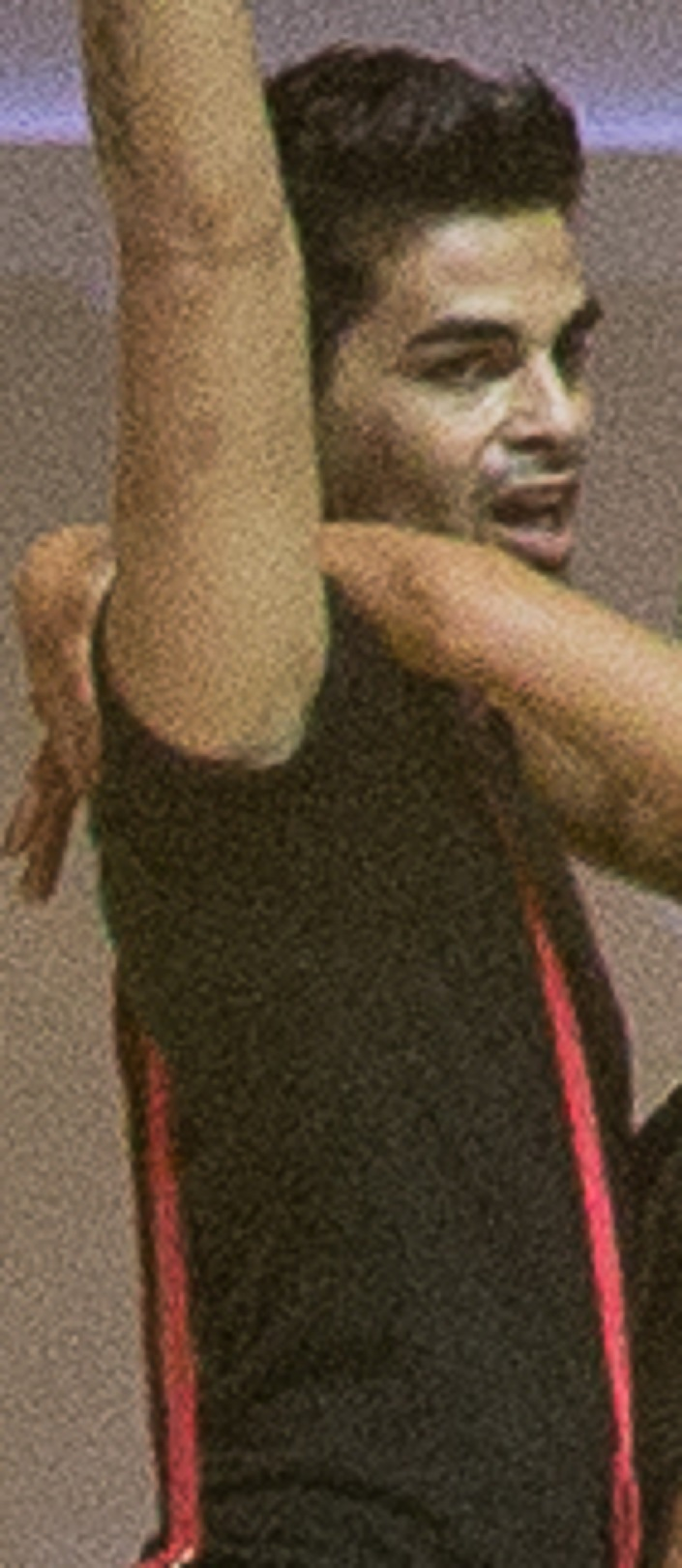
Christophe Licata
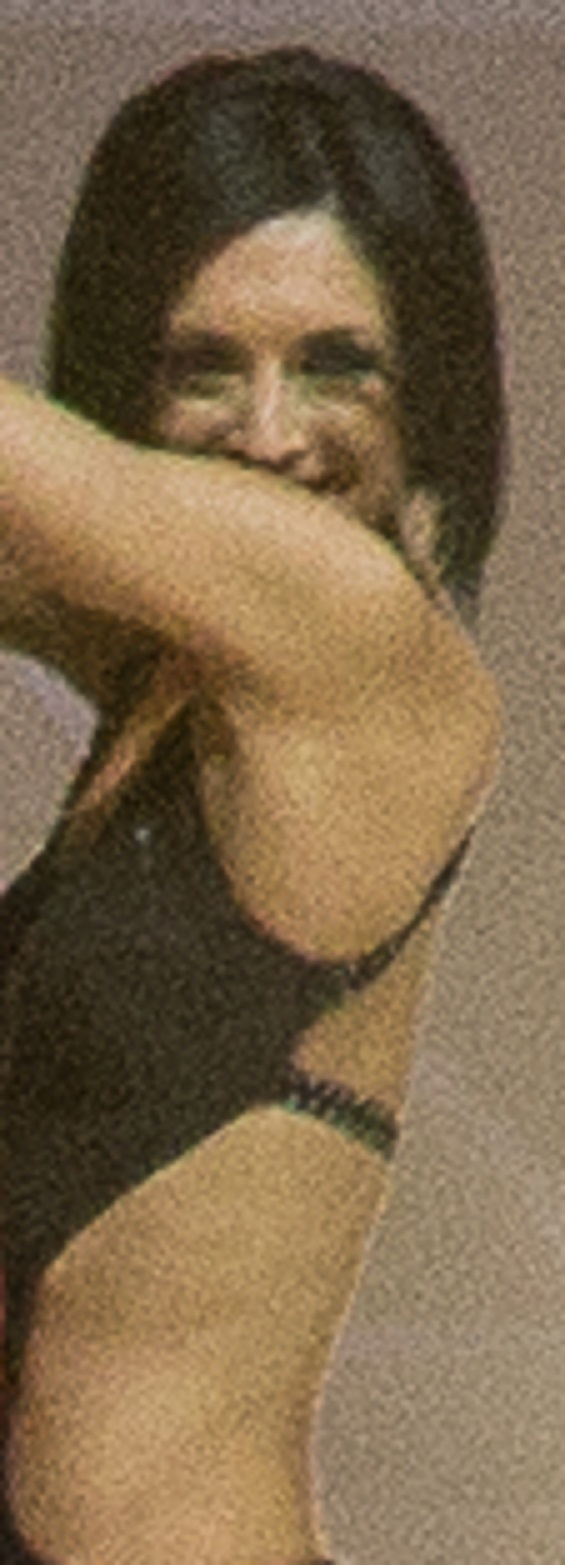
Coralie Licata
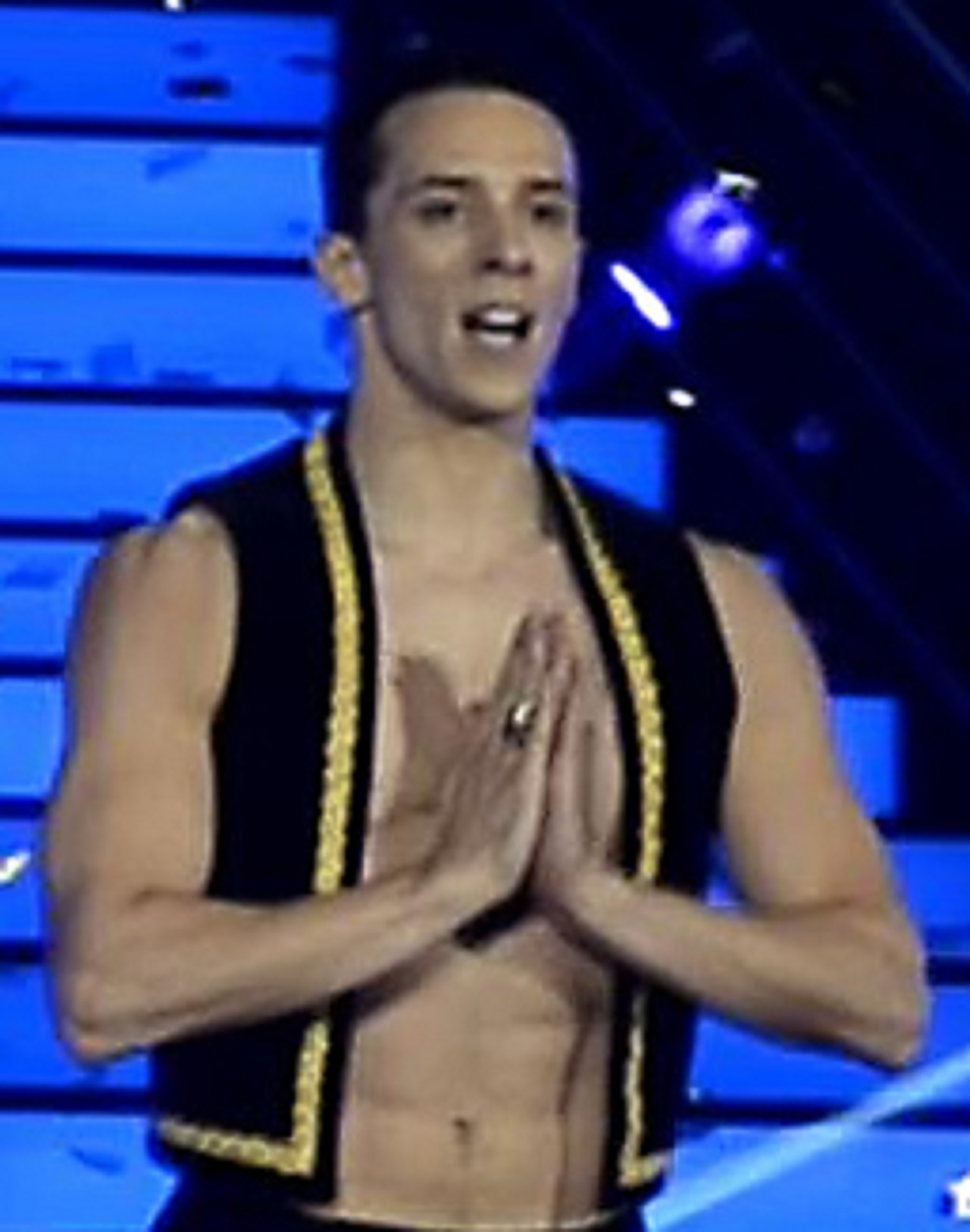
Grégoire Lyonnet
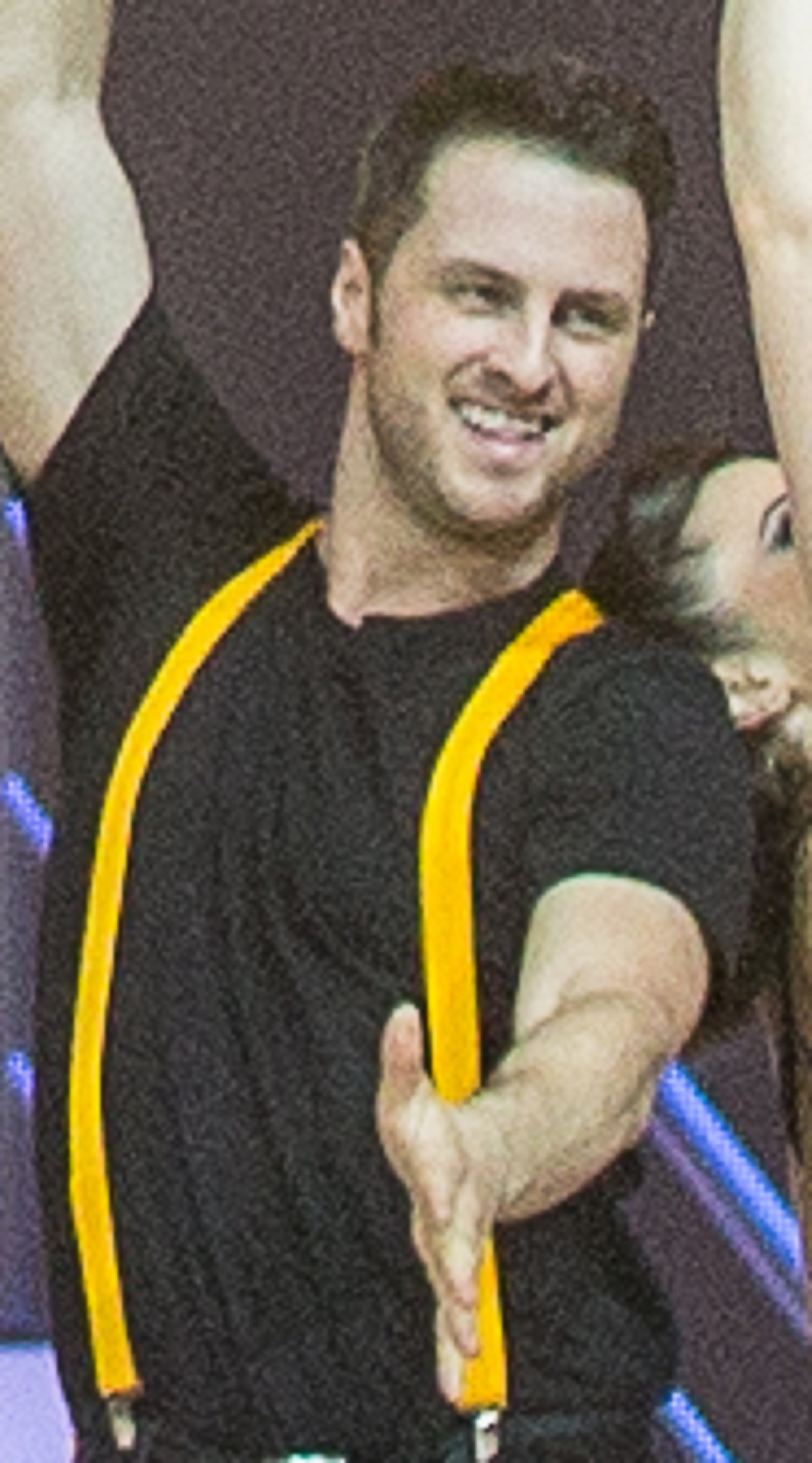
Christian Millette
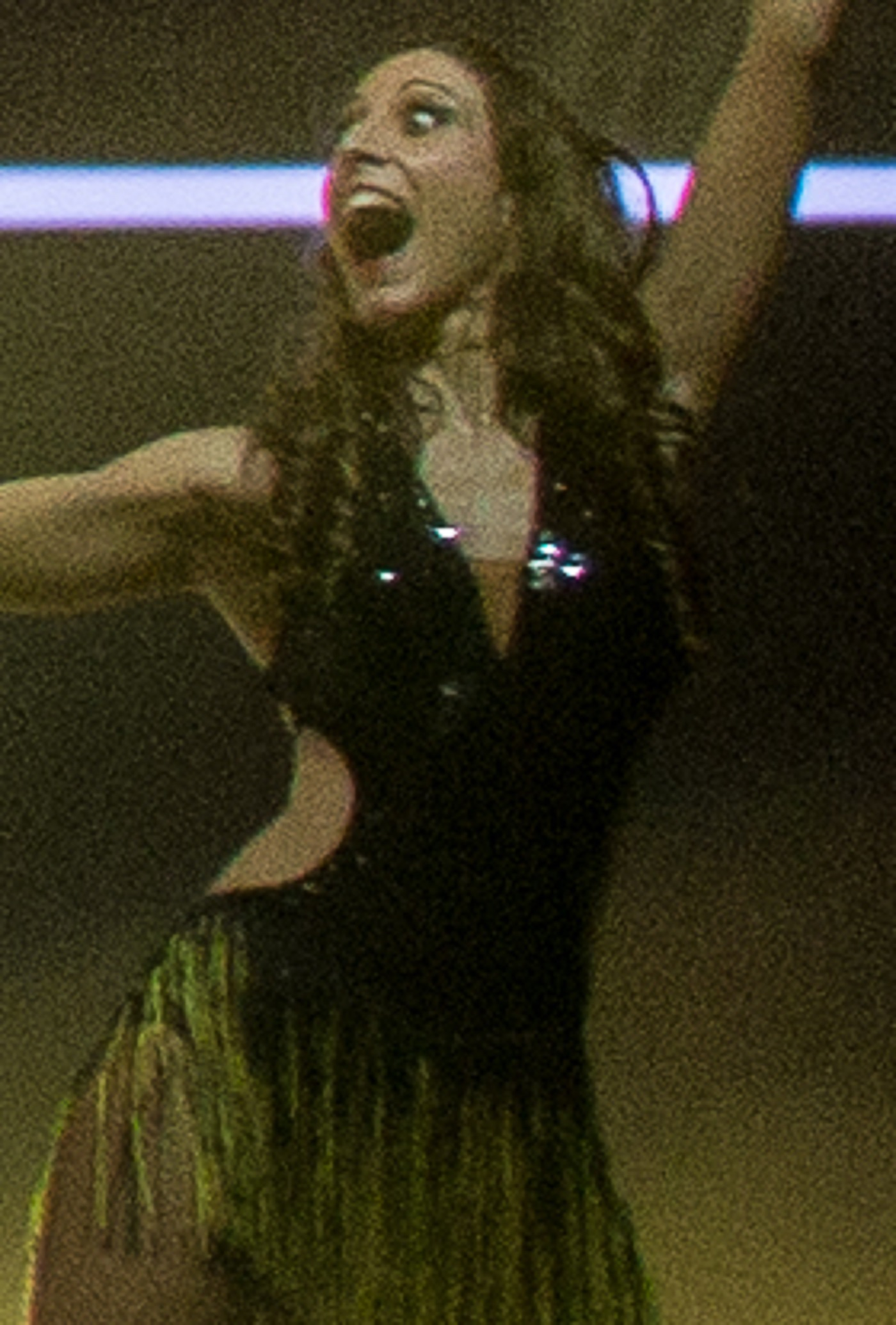
Silvia Notargiacomo
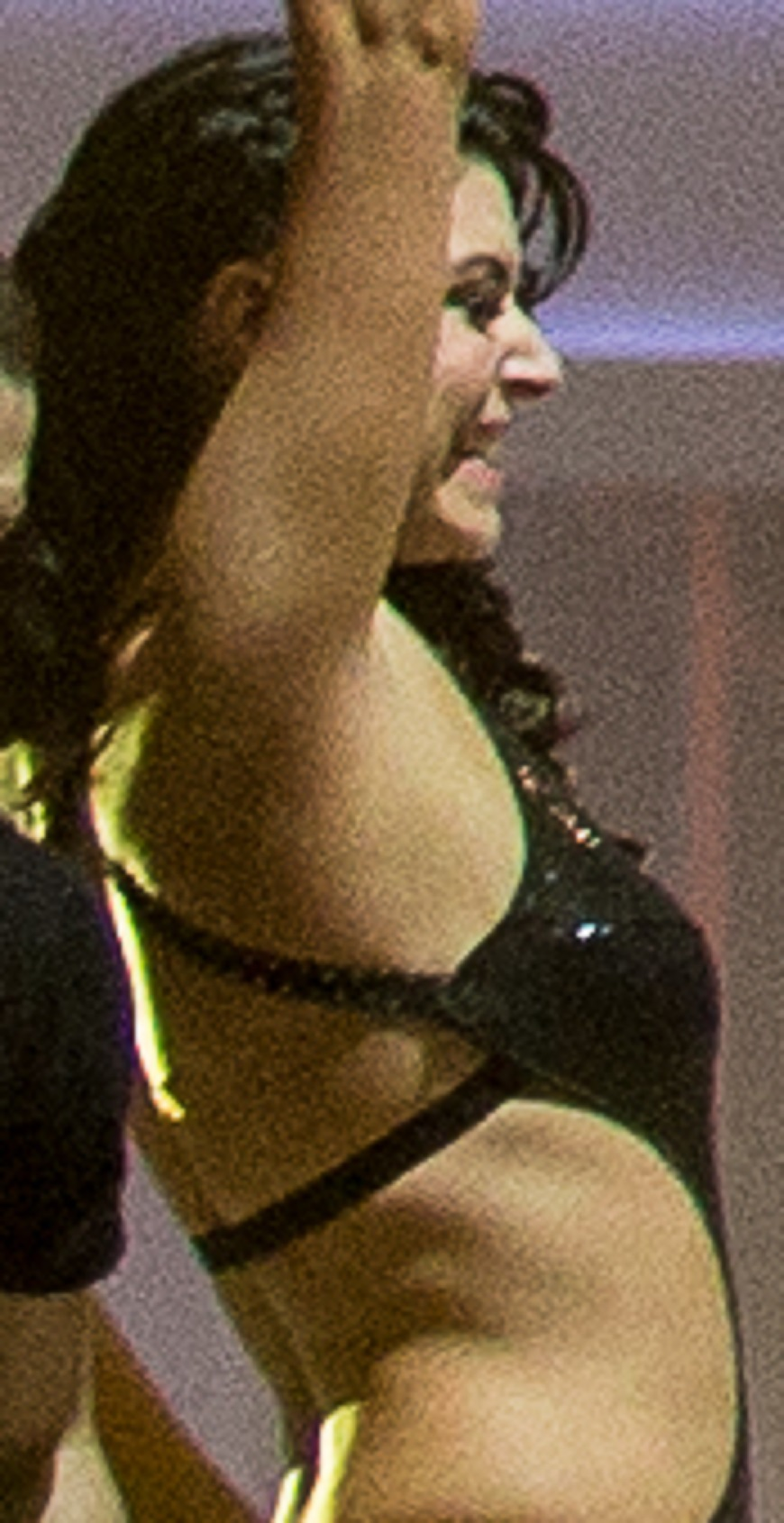
Candice Pascal
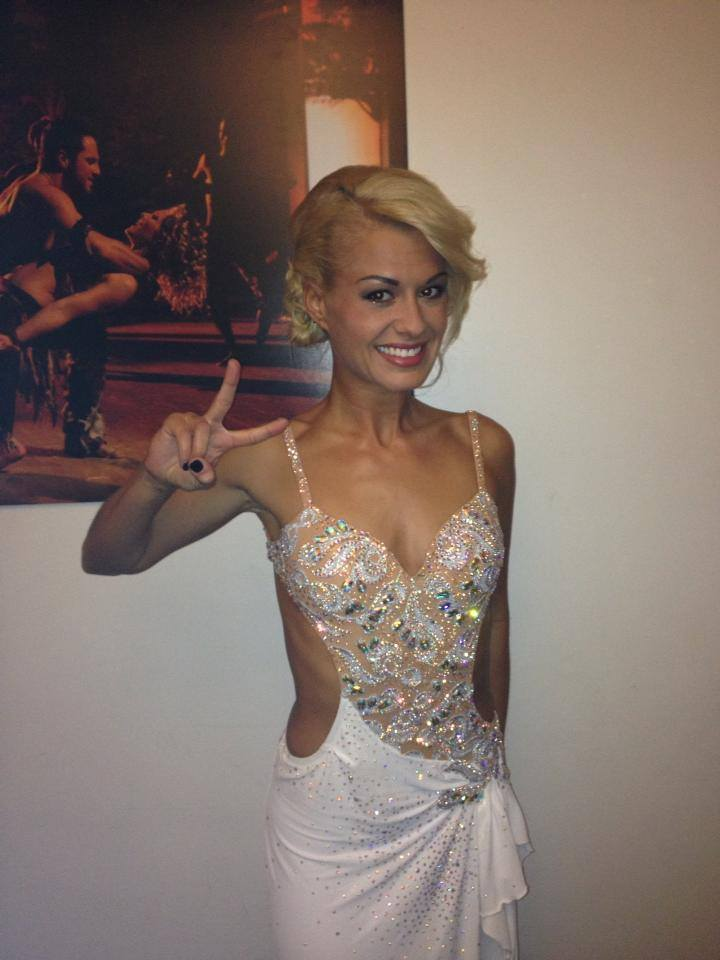
Katrina Patchett

D'autres danseurs professionnels participent également ou ont participé à l'émission, le temps d'une émission, pour un tableau, ou pour un trio avec un candidat : Luize Darzniece, Jade Geropp et Gabin Giband.

## Candidats et palmarès

### Candidats et gagnants
| Classement | Saison 1 (2011)      | Saison 2 (2011)           | Saison 3 (2012)       | Saison 4 (2013)      | Saison 5 (2014)          | Saison 6 (2015)        | Saison 7 (2016)         | Saison 8 (2017)           | Saison 9 (2018)        | Saison 10 (2019)        | Saison 11 (2021)     | Saison 12 (2022)        | Saison 13 (2024)       | DALSI (2024)           | Saison 14 (2025)        |
| ---------- | -------------------- | ------------------------- | --------------------- | -------------------- | ------------------------ | ---------------------- | ----------------------- | ------------------------- | ---------------------- | ----------------------- | -------------------- | ----------------------- | ---------------------- | ---------------------- | ----------------------- |
| 1er        | M. Pokora (62 %)     | Shy'm (65 %)              | Emmanuel Moire (57 %) | Alizée (55 %)        | Rayane Bensetti (52 %)   | Loïc Nottet (68 %)     | Laurent Maistret (54 %) | Agustín Galiana (50,33 %) | Clément Rémiens (60 %) | Sami El Gueddari (62 %) | Tayc (56 %)          | Billy Crawford (53,5 %) | Natasha St-Pier (57 %) | Domingo                | Lenie (69 %)            |
| 2e         | Sofia Essaïdi (38 %) | Philippe Candeloro (35 %) | Amel Bent (43 %)      | Brahim Zaibat (45 %) | Nathalie Péchalat (48 %) | Priscilla Betti (32 %) | Camille Lou (46 %)      | Lenni-Kim (49,67 %)       | Iris Mittenaere (40 %) | Ladji Doucouré (38 %)   | Bilal Hassani (44 %) | Carla Lazzari (46,5 %)  | Nico Capone (43 %)     | Natoo                  | Florent Manaudou (31 %) |
| 3e         | David Ginola         | Baptiste Giabiconi        | Taïg Khris            | Laëtitia Milot       | Brian Joubert            | Olivier Dion           | Artus                   | Tatiana Silva             | Terence Telle          | Elsa Esnoult            | Michou               | Stéphane Legar          | Inès Reg               | Gaëlle Garcia Diaz     | Adil Rami               |
| 4e         | Adriana Karembeu     | Sheila                    | Lorie                 | Keen'V               | Miguel Ángel Muñoz       | EnjoyPhoenix           | Karine Ferri            | Élodie Gossuin            | Héloïse Martin         | Azize Diabaté           | Aurélie Pons         | Thomas Da Costa         | Keiona                 | Baghera Jones          | Jungeli                 |
| 5e         | Jean-Marie Bigard    | Francis Lalanne           | Gérard Vives          | Laurent Ournac       | Tonya Kinzinger          | Véronic DiCaire        | Florent Mothe           | Joy Esther                | Pamela Anderson        | Linda Hardy             | Dita von Teese       | Léa Elui                | Roman Doduik           | LeBouseuh Nico-Tine    | Mayane                  |
| 6e         | Marthe Mercadier     | Véronique Jannot          | Estelle Lefébure      | Tal                  | Corneille                | Fabienne Carat         | Caroline Receveur       | Camille Lacourt           | Jeanfi Janssens        | Clara Morgane           | Gérémy Crédeville    | Florent Peyre           | James Denton           | LeBouseuh Nico-Tine    | Julie Zenatti           |
| 7e         | Rossy de Palma       | Valérie Bègue             | Bastian Baker         | Laury Thilleman      | Louisy Joseph            | Vincent Niclo          | Valérie Damidot         | Sinclair                  | Basile Boli            | Yoann Riou              | Lucie Lucas          | Anggun                  | Black M                |                        | Claude Dartois          |
| 8e         | André Manoukian      | Nâdiya                    | Chimène Badi          | Titoff               | Anthony Kavanagh         | Sophie Vouzelaud       | Julien Lepers           | Arielle Dombasle          | Lio                    | Hugo Philip             | Wejdene              | Amandine Petit          | Adeline Toniutti       |                        | Ève Gilles              |
| 9e         |                      | Cédric Pioline            | Laura Flessel         | Damien Sargue        | Joyce Jonathan           | Thierry Samitier       | Sylvie Tellier          | Hapsatou Sy               | Vincent Moscato        | Moundir Zoughari        | Vaimalama Chaves     | Eva Queen               | Cristina Córdula       |                        | Frank Lebœuf            |
| 10e        |                      | Christophe Dominici       | Noémie Lenoir         | Ophélie Winter       | Djibril Cissé            | Kamel le Magicien      | Vincent Cerutti         | Anouar Toubali            | Liane Foly             | Jean-Baptiste Maunier   | Clémence Castel      | Diane Leyre             |                        | Charlotte de Turckheim |                         |
| 11e        |                      |                           | Élisa Tovati          |                      | Olivier Minne            |                        | Carla Ginola            |                           | Moussa Niang           | Théo Fernandez          | Cœur de pirate       |                         | Sophie Davant          |                        |                         |
| 12e        |                      |                           |                       | Lola Dubini          | David Douillet           | Caroline Margeridon    |                         | Nelson Monfort            |                        |                         |                      |                         |                        |                        |                         |
| 13e        | Lââm                 |                           |                       |                      |                          |                        |                         |                           |                        |                         |                      |                         |                        |                        |                         |

Légende
- Vainqueur de la compétition
- Deuxième de la compétition
- Troisième de la compétition

- La première saison est remportée par le chanteur M. Pokora, aux côtés de la danseuse Katrina Patchett.
- La deuxième saison est remportée par la chanteuse Shy'm, aux côtés du danseur Maxime Dereymez.
- La troisième saison est remportée par le chanteur Emmanuel Moire, aux côtés de la danseuse Fauve Hautot.
- La quatrième saison est remportée par la chanteuse Alizée, aux côtés du danseur Grégoire Lyonnet.
- La cinquième saison est remportée par le comédien Rayane Bensetti, aux côtés de la danseuse Denitsa Ikonomova.
- La sixième saison est remportée par le chanteur Loïc Nottet, aux côtés de la danseuse Denitsa Ikonomova.
- La septième saison est remportée par le chroniqueur Laurent Maistret, aux côtés de la danseuse Denitsa Ikonomova.
- La huitième saison est remportée par le comédien Agustín Galiana, aux côtés de la danseuse Candice Pascal.
- La neuvième saison est remportée par le comédien Clément Rémiens, aux côtés de la danseuse Denitsa Ikonomova.
- La dixième saison est remportée par le nageur handisport Sami El Gueddari, aux côtés de la danseuse Fauve Hautot.
- La onzième saison est remportée par le chanteur Tayc, aux côtés de la danseuse Fauve Hautot.
- La douzième saison est remportée par le chanteur Billy Crawford, aux côtés de la danseuse Fauve Hautot.
- La treizième saison est remportée par la chanteuse Natasha St-Pier, aux côtés du danseur Anthony Colette.
- La quatorzième saison est remportée par la chanteuse Lenie, aux côtés du danseur Jordan Mouillerac.

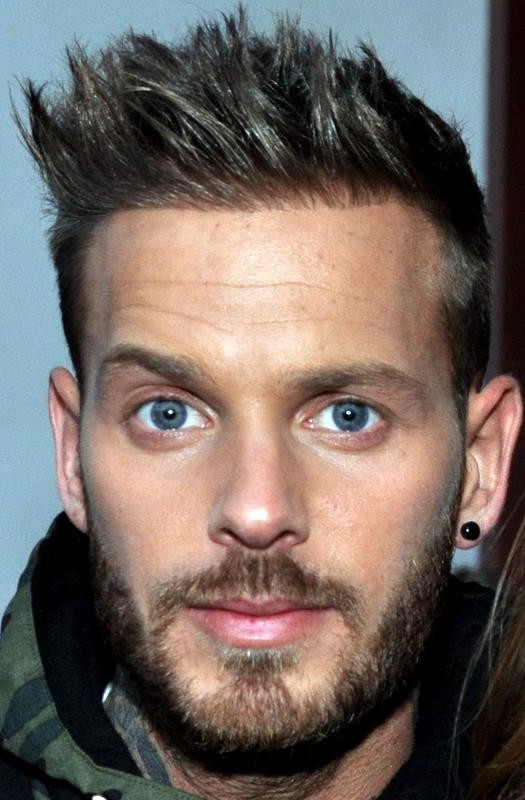
M. Pokora, gagnant de la saison 1
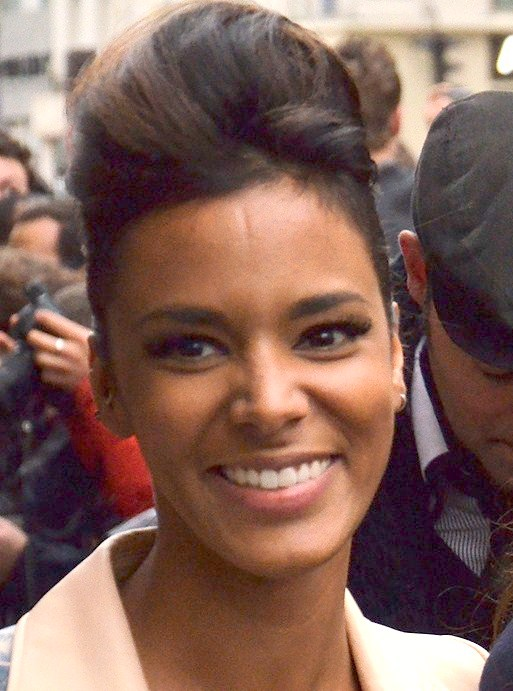
Shy'm, gagnante de la saison 2
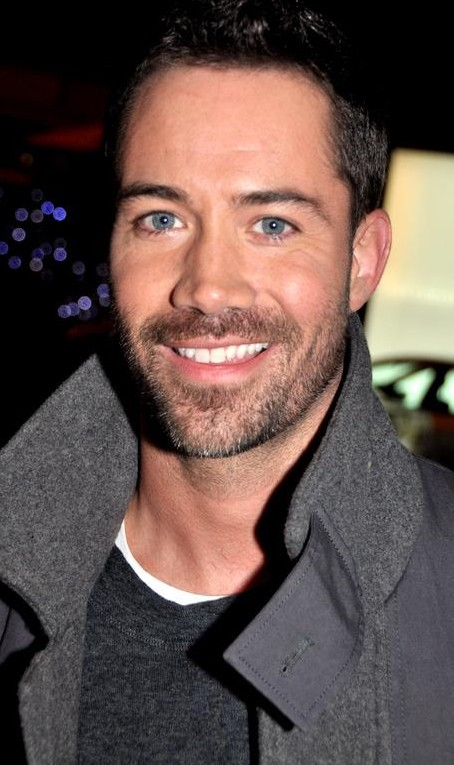
Emmanuel Moire, gagnant de la saison 3
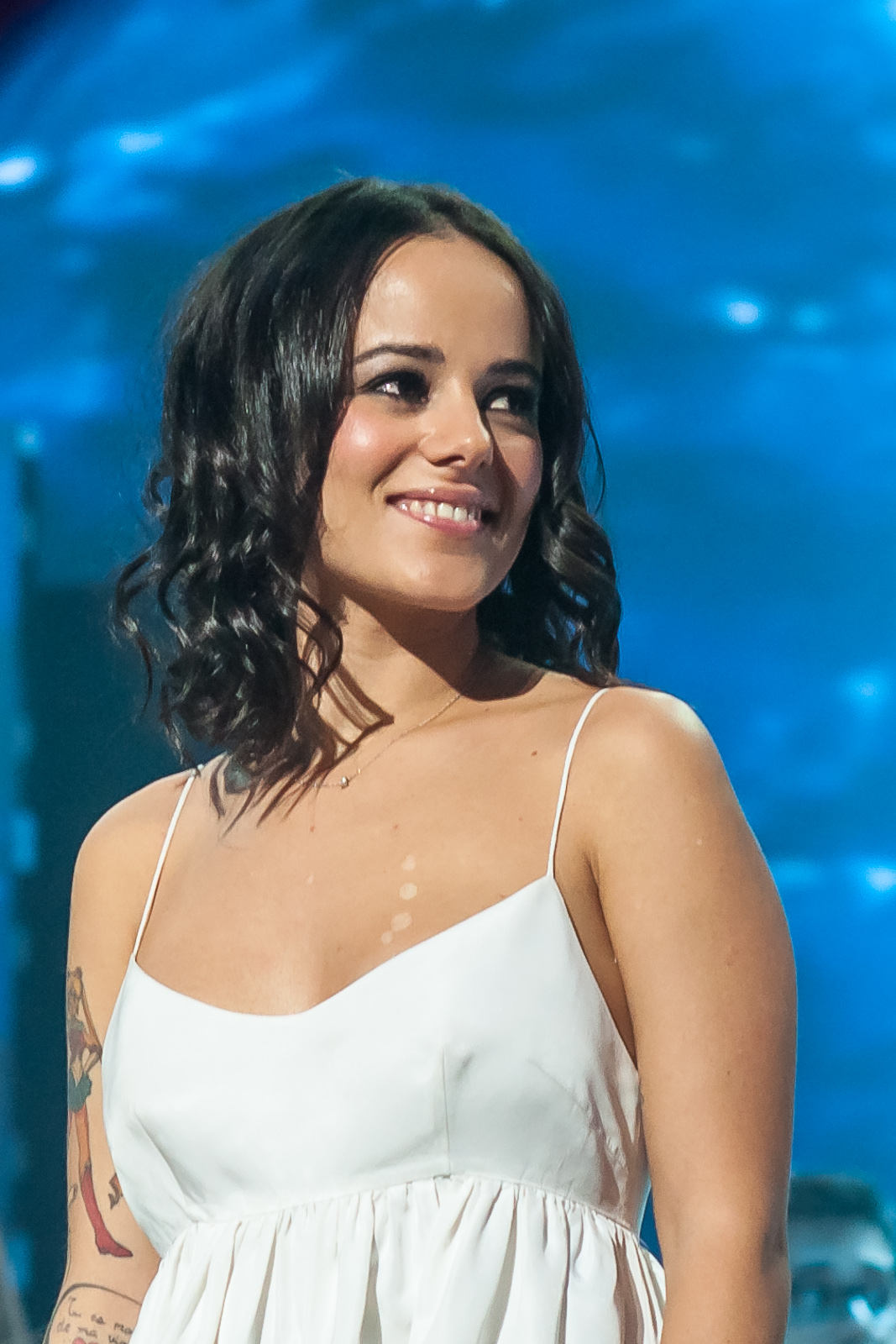
Alizée, gagnante de la saison 4
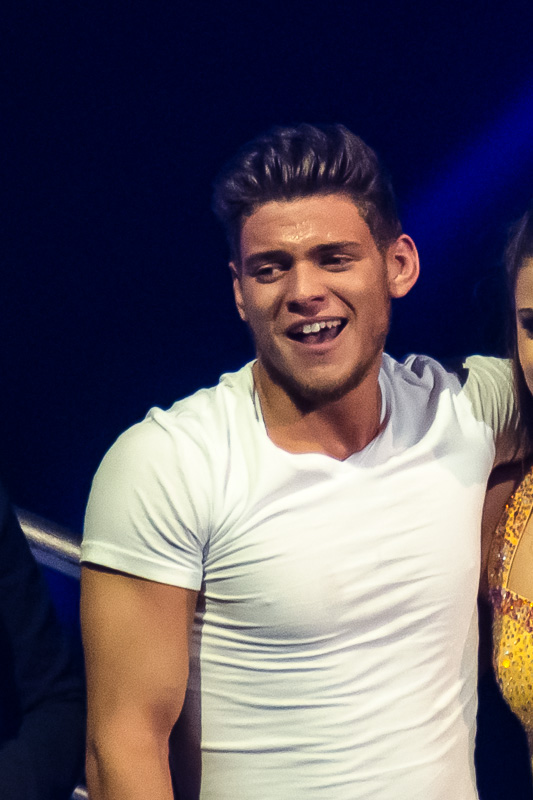
Rayane Bensetti, gagnant de la saison 5
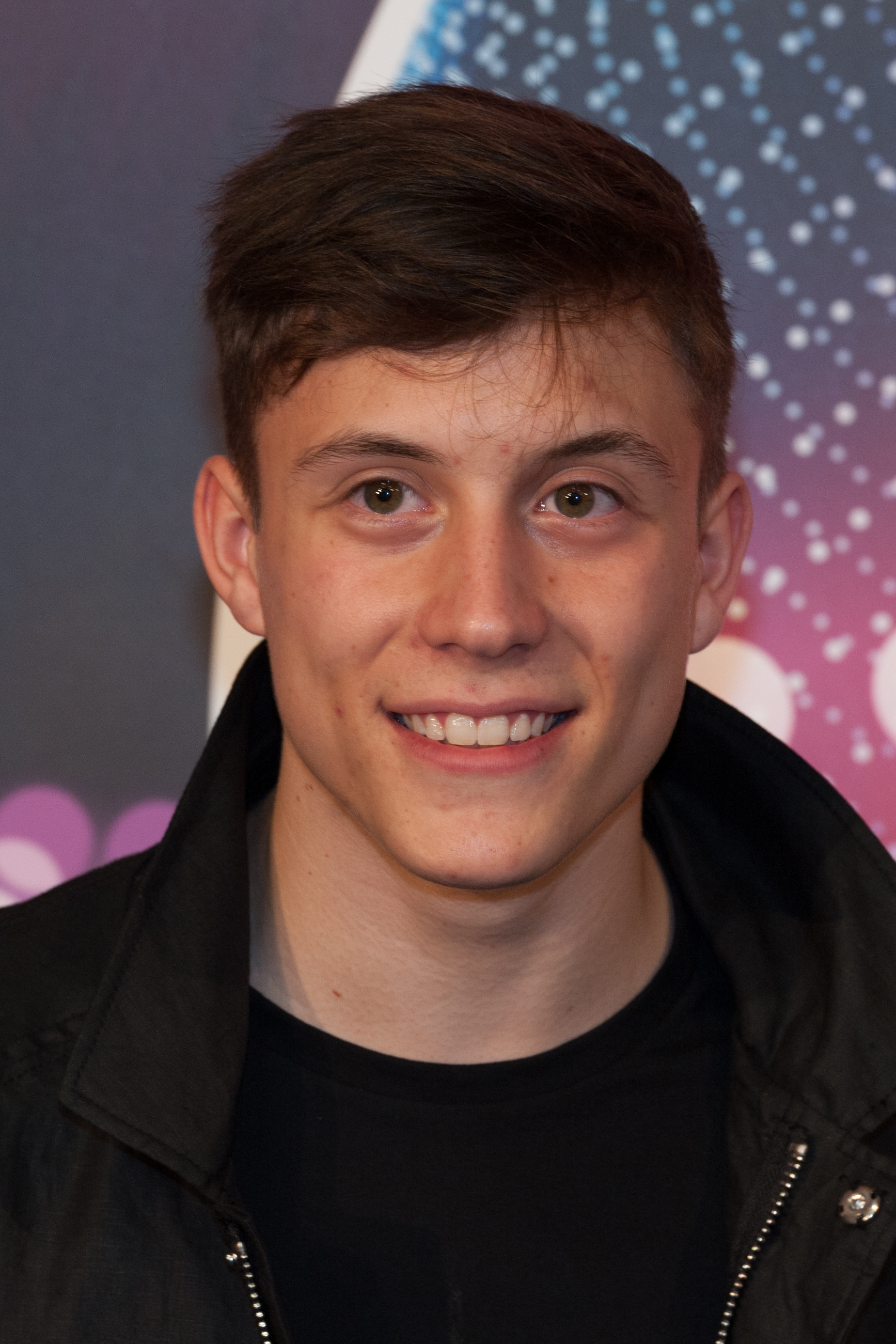
Loïc Nottet, gagnant de la saison 6
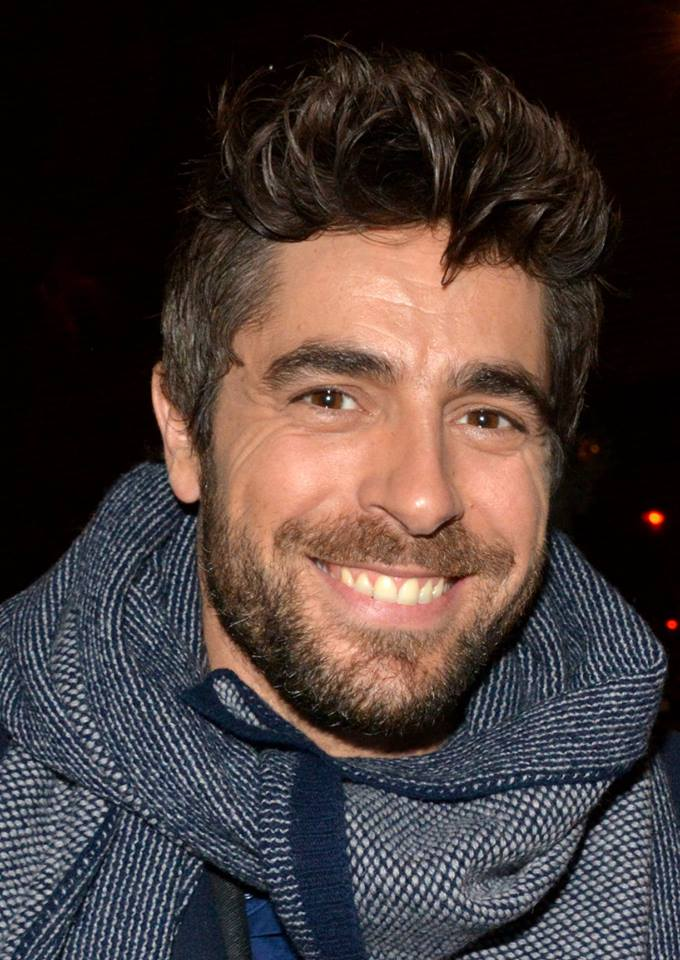
Agustín Galiana, gagnant de la saison 8
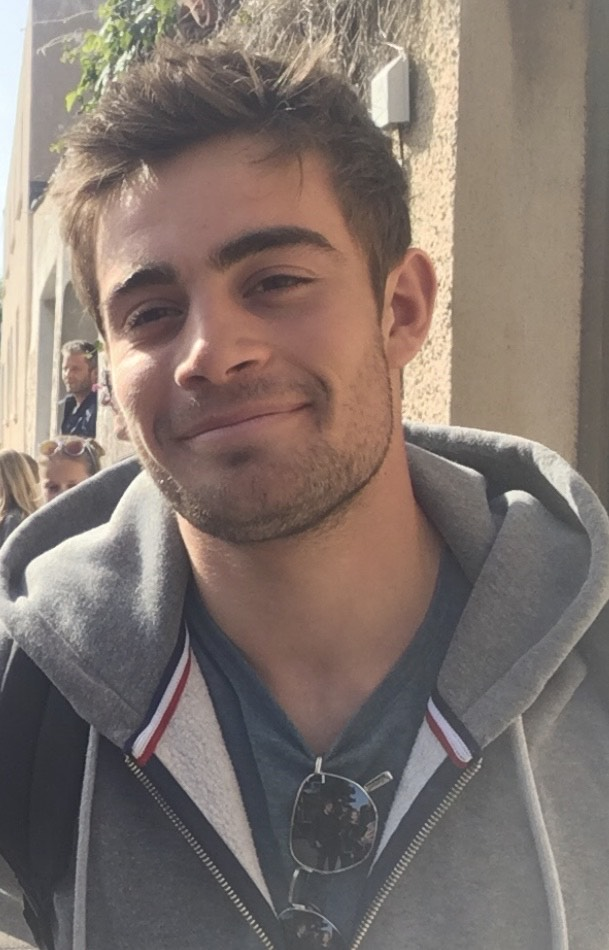
Clément Rémiens, gagnant de la saison 9
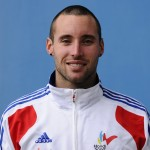
Sami El Gueddari, gagnant de la saison 10
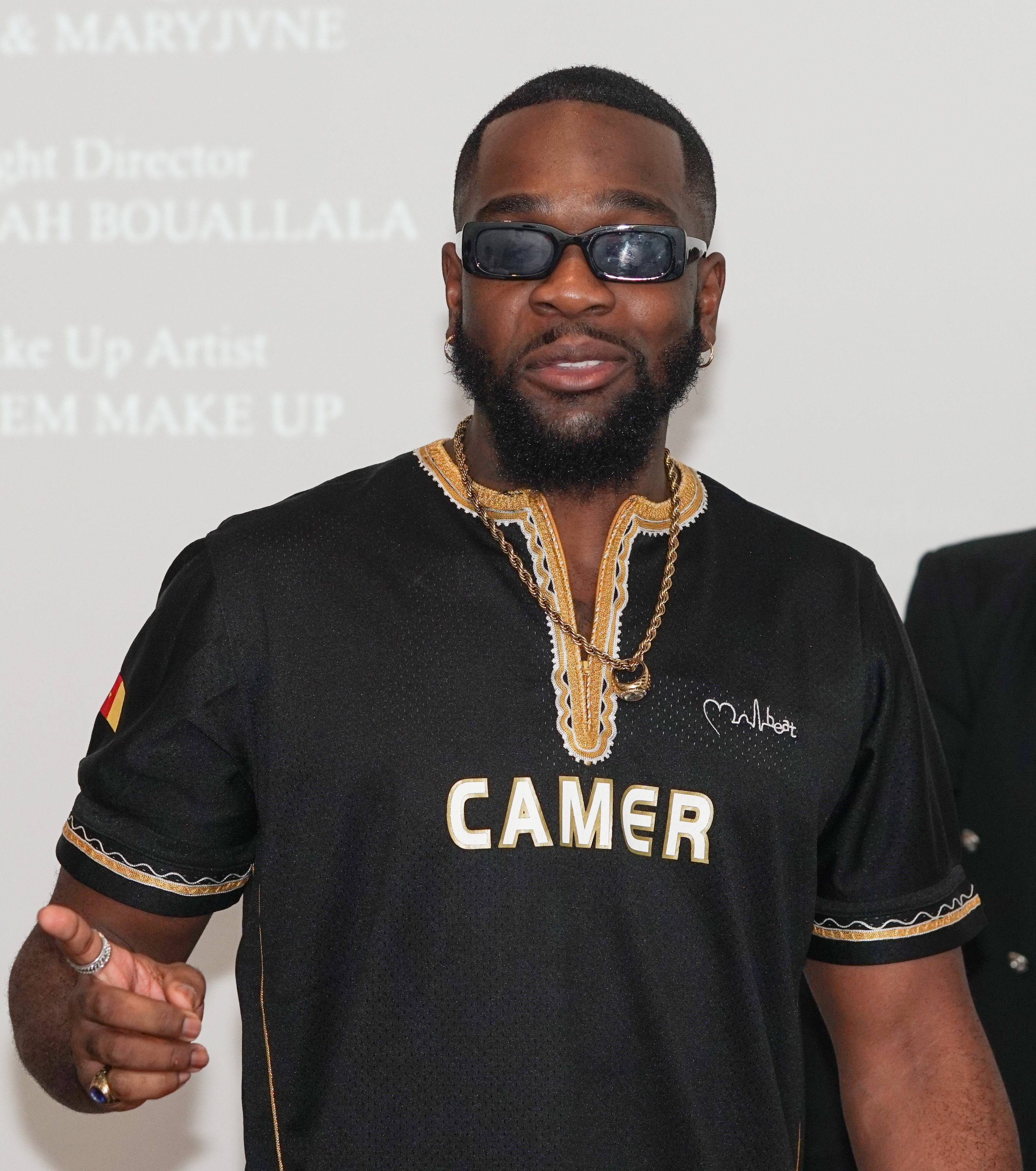
Tayc, gagnant de la saison 11
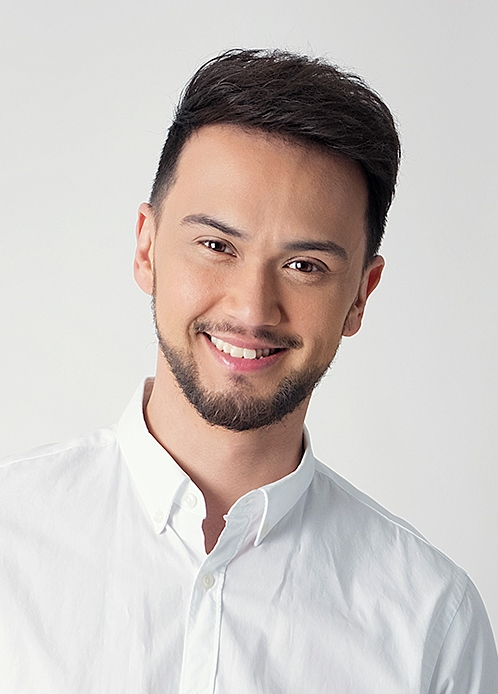
Billy Crawford, gagnant de la saison 12
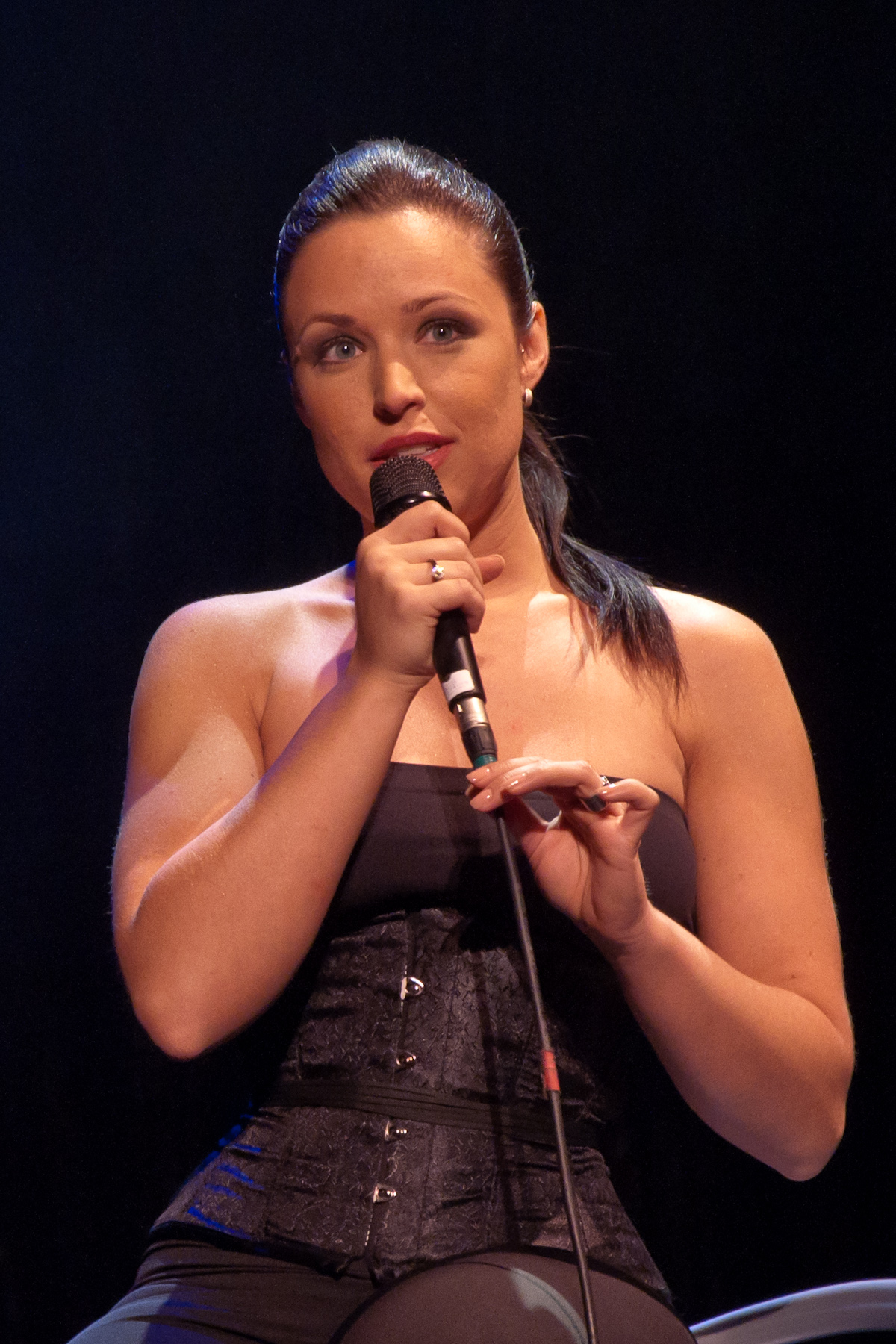
Natasha St-Pier, gagnante de la saison 13
Lenie, gagnante de la saison 14

### Classement des candidats
La chanteuse Lenie est à ce jour la meilleure candidate de l'émission, toutes saisons confondues, avec une moyenne de notes de 9,25 / 10. Elle est également la finaliste à avoir été gagnante avec le plus grand pourcentage de voix du public (69 %, face à Florent Manaudou, 31 %).
Viennent ensuite : Loïc Nottet (saison 6), Billy Crawford (saison 12), Lenni-Kim (qui a perdu en finale face à Agustín Galiana lors de la saison 8), Laurent Maistret (saison 7), Nathalie Péchalat (qui a perdu en finale face à Rayane Bensetti lors de la saison 5), et M. Pokora (saison 1).
En bas du classement, Nelson Monfort (saison 14), est le plus mauvais candidat, avec une moyenne de notes de 4/10. Le précèdent ensuite : Cédric Pioline (saison 2), Thierry Samitier (saison 6), Caroline Margeridon (saison 13), Cœur de Pirate (saison 13) et Théo Fernandez (saison 12). David Douillet (saison 12) a reçu un buzz rouge lors de son unique prestation et ses notes n'ont pas été dévoilées,.
Le tableau ci-dessous classe les moyennes (sur 40) des candidats, toutes saisons confondues (les moyennes des saisons 1 et 2 étant au départ sur 30, elles ont été recalculées sur 40).
- Si vous ne connaissez pas le sujet, laissez ce bandeau (vous pouvez alors contacter les auteurs).
- Si vous supprimez le contenu mis en cause (vous pouvez préalablement contacter les auteurs),

argumentez précisément cette suppression dans la page de discussion
(un manque de référence n'est pas un argument ; une recherche réelle de référence doit avoir été effectuée, être formellement documentée).

## Saisons

### Saison 1 (2011)
| Candidat          | Occupation  | Partenaire          | Classement |
| ----------------- | ----------- | ------------------- | ---------- |
| M. Pokora         | chanteur    | Katrina Patchett    | 1er        |
| Sofia Essaïdi     | chanteuse   | Maxime Dereymez     | 2e         |
| David Ginola      | footballeur | Silvia Notargiacomo | 3e         |
| Adriana Karembeu  | mannequin   | Julien Brugel       | 4e         |
| Jean-Marie Bigard | humoriste   | Fauve Hautot        | 5e         |
| Marthe Mercadier  | actrice     | Grégoire Lyonnet    | 6e         |
| Rossy de Palma    | actrice     | Christophe Licata   | 7e         |
| André Manoukian   | musicien    | Candice Pascal      | 8e         |

### Saison 2 (2011)
| Candidat           | Occupation                    | Partenaire          | Classement |
| ------------------ | ----------------------------- | ------------------- | ---------- |
| Shy'm              | chanteuse                     | Maxime Dereymez     | 1re        |
| Philippe Candeloro | patinage artistique           | Candice Pascal      | 2e         |
| Baptiste Giabiconi | mannequin                     | Fauve Hautot        | 3e         |
| Sheila             | chanteuse                     | Julien Brugel       | 4e         |
| Francis Lalanne    | auteur-compositeur-interprète | Silvia Notargiacomo | 5e         |
| Véronique Jannot   | actrice                       | Grégoire Lyonnet    | 6e         |
| Valérie Bègue      | Miss France 2008              | Grégory Guichard    | 7e         |
| Nâdiya             | chanteuse                     | Christophe Licata   | 8e         |
| Cédric Pioline     | tennisman                     | Katrina Patchett    | 9e         |

### Saison 3 (2012)
| Candidat            | Occupation                  | Partenaire          | Classement |
| ------------------- | --------------------------- | ------------------- | ---------- |
| Emmanuel Moire      | chanteur                    | Fauve Hautot        | 1er        |
| Amel Bent           | chanteuse                   | Christophe Licata   | 2e         |
| Taïg Khris          | champion de roller agressif | Denitsa Ikonomova   | 3e         |
| Lorie               | chanteuse                   | Christian Millette  | 4e         |
| Gérard Vives        | comédien                    | Silvia Notargiacomo | 5e         |
| Estelle Lefébure    | mannequin                   | Maxime Dereymez     | 6e         |
| Bastian Baker       | chanteur                    | Katrina Patchett    | 7e         |
| Chimène Badi        | chanteuse                   | Julien Brugel       | 8e         |
| Laura Flessel       | escrimeuse                  | Grégoire Lyonnet    | 9e         |
| Christophe Dominici | rugbyman                    | Candice Pascal      | 10e        |

### Saison 4 (2013)
| Candidat        | Occupation       | Partenaire            | Classement |
| --------------- | ---------------- | --------------------- | ---------- |
| Alizée          | chanteuse        | Grégoire Lyonnet      | 1re        |
| Brahim Zaibat   | chorégraphe      | Katrina Patchett      | 2e         |
| Laëtitia Milot  | actrice          | Christophe Licata     | 3e         |
| Keen'V          | chanteur         | Fauve Hautot          | 4e         |
| Laurent Ournac  | acteur           | Denitsa Ikonomova     | 5e         |
| Tal             | chanteuse        | Yann-Alrick Mortreuil | 6e         |
| Laury Thilleman | Miss France 2011 | Maxime Dereymez       | 7e         |
| Titoff          | humoriste        | Silvia Notargiacomo   | 8e         |
| Damien Sargue   | chanteur         | Candice Pascal        | 9e         |
| Noémie Lenoir   | actrice          | Christian Millette    | 10e        |

### Saison 5 (2014)
| Candidat           | Occupation                      | Partenaire                                                        | Classement |
| ------------------ | ------------------------------- | ----------------------------------------------------------------- | ---------- |
| Rayane Bensetti    | comédien                        | Denitsa Ikonomova                                                 | 1er        |
| Nathalie Péchalat  | patineuse artistique            | Grégoire Lyonnet (semaines 1-5) Christophe Licata (semaines 6-10) | 2e         |
| Brian Joubert      | patineur artistique             | Katrina Patchett                                                  | 3e         |
| Miguel Ángel Muñoz | acteur                          | Fauve Hautot                                                      | 4e         |
| Tonya Kinzinger    | actrice                         | Maxime Dereymez                                                   | 5e         |
| Corneille          | auteur-compositeur-interprète   | Candice Pascal                                                    | 6e         |
| Louisy Joseph      | chanteuse                       | Guillaume Foucault                                                | 7e         |
| Anthony Kavanagh   | humoriste                       | Silvia Notargiacomo                                               | 8e         |
| Joyce Jonathan     | autrice-compositrice-interprète | Julien Brugel                                                     | 9e         |
| Ophélie Winter     | chanteuse                       | Christophe Licata                                                 | 10e        |
| Élisa Tovati       | actrice                         | Christian Millette                                                | 11e        |

### Saison 6 (2015)
| Candidat         | Occupation                   | Partenaire            | Classement |
| ---------------- | ---------------------------- | --------------------- | ---------- |
| Loïc Nottet      | chanteur                     | Denitsa Ikonomova     | 1er        |
| Priscilla Betti  | chanteuse                    | Christophe Licata     | 2e         |
| Olivier Dion     | chanteur                     | Candice Pascal        | 3e         |
| EnjoyPhoenix     | vidéaste                     | Yann-Alrick Mortreuil | 4e         |
| Véronic DiCaire  | imitatrice                   | Christian Millette    | 5e         |
| Fabienne Carat   | comédienne                   | Julien Brugel         | 6e         |
| Vincent Niclo    | chanteur                     | Katrina Patchett      | 7e         |
| Sophie Vouzelaud | dauphine de Miss France 2007 | Maxime Dereymez       | 8e         |
| Thierry Samitier | comédien                     | Emmanuelle Berne      | 9e         |
| Djibril Cissé    | footballeur                  | Silvia Notargiacomo   | 10e        |

### Saison 7 (2016)
| Candidat          | Occupation                    | Partenaire            | Classement |
| ----------------- | ----------------------------- | --------------------- | ---------- |
| Laurent Maistret  | mannequin et aventurier       | Denitsa Ikonomova     | 1er        |
| Camille Lou       | chanteuse                     | Grégoire Lyonnet      | 2e         |
| Artus             | humoriste                     | Marie Denigot         | 3e         |
| Karine Ferri      | animatrice de télévision      | Yann-Alrick Mortreuil | 4e         |
| Florent Mothe     | auteur-compositeur-interprète | Candice Pascal        | 5e         |
| Caroline Receveur | actrice de téléréalité        | Maxime Dereymez       | 6e         |
| Valérie Damidot   | animatrice de télévision      | Christian Millette    | 7e         |
| Julien Lepers     | animateur de télévision       | Silvia Notargiacomo   | 8e         |
| Sylvie Tellier    | Miss France 2002              | Christophe Licata     | 9e         |
| Kamel le Magicien | prestidigitateur              | Emmanuelle Berne      | 10e        |
| Olivier Minne     | animateur de télévision       | Katrina Patchett      | 11e        |

### Saison 8 (2017)
| Candidat         | Occupation                    | Partenaire         | Classement |
| ---------------- | ----------------------------- | ------------------ | ---------- |
| Agustín Galiana  | comédien                      | Candice Pascal     | 1er        |
| Lenni-Kim        | chanteur                      | Marie Denigot      | 2e         |
| Tatiana Silva    | Miss Belgique 2005            | Christophe Licata  | 3e         |
| Élodie Gossuin   | Miss France 2001              | Christian Millette | 4e         |
| Joy Esther       | comédienne                    | Anthony Colette    | 5e         |
| Camille Lacourt  | nageur                        | Hajiba Fahmy       | 6e         |
| Sinclair         | auteur-compositeur-interprète | Denitsa Ikonomova  | 7e         |
| Arielle Dombasle | chanteuse                     | Maxime Dereymez    | 8e         |
| Hapsatou Sy      | animatrice de télévision      | Jordan Mouillerac  | 9e         |
| Vincent Cerutti  | animateur de radio            | Katrina Patchett   | 10e        |

### Saison 9 (2018)
| Candidat        | Occupation       | Partenaire         | Classement |
| --------------- | ---------------- | ------------------ | ---------- |
| Clément Rémiens | comédien         | Denitsa Ikonomova  | 1er        |
| Iris Mittenaere | Miss France 2016 | Anthony Colette    | 2e         |
| Terence Telle   | mannequin        | Fauve Hautot       | 3e         |
| Héloïse Martin  | comédienne       | Christophe Licata  | 4e         |
| Pamela Anderson | mannequin        | Maxime Dereymez    | 5e         |
| Jeanfi Janssens | comédien         | Marie Denigot      | 6e         |
| Basile Boli     | footballeur      | Katrina Patchett   | 7e         |
| Lio             | chanteuse        | Christian Millette | 8e         |
| Vincent Moscato | rugbyman         | Candice Pascal     | 9e         |
| Anouar Toubali  | comédien         | Emmanuelle Berne   | 10e        |
| Carla Ginola    | mannequin        | Jordan Mouillerac  | 11e        |

### Saison 10 (2019)
| Candidat         | Occupation                            | Partenaire         | Classement |
| ---------------- | ------------------------------------- | ------------------ | ---------- |
| Sami El Gueddari | nageur                                | Fauve Hautot       | 1er        |
| Ladji Doucouré   | champion d'athlétisme                 | Inès Vandamme      | 2e         |
| Elsa Esnoult     | chanteuse                             | Anthony Colette    | 3e         |
| Azize Diabaté    | comédien                              | Denitsa Ikonomova  | 4e         |
| Linda Hardy      | Miss France 1992                      | Christophe Licata  | 5e         |
| Clara Morgane    | actrice                               | Maxime Dereymez    | 6e         |
| Yoann Riou       | journaliste sportif                   | Emmanuelle Berne   | 7e         |
| Hugo Philip      | mannequin                             | Candice Pascal     | 8e         |
| Moundir Zoughari | animateur de télévision et aventurier | Katrina Patchett   | 9e         |
| Liane Foly       | chanteuse                             | Christian Millette | 10e        |

### Saison 11 (2021)
| Candidat              | Occupation                      | Partenaire         | Classement |
| --------------------- | ------------------------------- | ------------------ | ---------- |
| Tayc                  | chanteur                        | Fauve Hautot       | 1er        |
| Bilal Hassani         | chanteur                        | Jordan Mouillerac  | 2e         |
| Michou                | vidéaste                        | Elsa Bois          | 3e         |
| Aurélie Pons          | comédienne                      | Adrien Caby        | 4e         |
| Dita von Teese        | mannequin                       | Christophe Licata  | 5e         |
| Gérémy Crédeville     | humoriste                       | Candice Pascal     | 6e         |
| Lucie Lucas           | comédienne                      | Anthony Colette    | 7e         |
| Wejdene               | chanteuse                       | Samuel Texier      | 8e         |
| Vaimalama Chaves      | Miss France 2019                | Christian Millette | 9e         |
| Jean-Baptiste Maunier | chanteur                        | Inès Vandamme      | 10e        |
| Moussa Niang          | chef d'entreprise et aventurier | Coralie Licata     | 11e        |
| Lola Dubini           | chanteuse                       | Joël Luzolo        | 12e        |
| Lââm                  | chanteuse                       | Maxime Dereymez    | 13e        |

### Saison 12 (2022)
| Candidat        | Occupation       | Partenaire        | Classement |
| --------------- | ---------------- | ----------------- | ---------- |
| Billy Crawford  | chanteur         | Fauve Hautot      | 1er        |
| Carla Lazzari   | chanteuse        | Pierre Mauduy     | 2e         |
| Stéphane Legar  | chanteur         | Calisson Goasdoué | 3e         |
| Thomas Da Costa | comédien         | Elsa Bois         | 4e         |
| Léa Elui        | influenceuse     | Christophe Licata | 5e         |
| Florent Peyre   | humoriste        | Inès Vandamme     | 6e         |
| Anggun          | chanteuse        | Adrien Caby       | 7e         |
| Amandine Petit  | Miss France 2021 | Anthony Colette   | 8e         |
| Eva Queen       | chanteuse        | Jordan Mouillerac | 9e         |
| Clémence Castel | aventurière      | Candice Pascal    | 10e        |
| Théo Fernandez  | acteur           | Alizée Bois       | 11e        |
| David Douillet  | judoka           | Katrina Patchett  | 12e        |

### Saison 13 (2024)
| Candidat            | Occupation               | Partenaire            | Classement |
| ------------------- | ------------------------ | --------------------- | ---------- |
| Natasha St-Pier     | chanteuse                | Anthony Colette       | 1re        |
| Nico Capone         | influenceur web          | Inès Vandamme         | 2e         |
| Inès Reg            | humoriste                | Christophe Licata     | 3e         |
| Keiona              | drag queen               | Maxime Dereymez       | 4e         |
| Roman Doduik        | humoriste                | Ana Riera             | 5e         |
| James Denton        | acteur                   | Candice Pascal        | 6e         |
| Black M             | rappeur                  | Elsa Bois             | 7e         |
| Adeline Toniutti    | coach vocale             | Adrien Caby           | 8e         |
| Cristina Córdula    | animatrice de télévision | Jordan Mouillerac     | 9e         |
| Diane Leyre         | Miss France 2022         | Yann-Alrick Mortreuil | 10e        |
| Cœur de pirate      | chanteuse                | Nicolas Archambault   | 11e        |
| Caroline Margeridon | femme d’affaires         | Christian Millette    | 12e        |

### Saison 14 (2025)
| Candidat               | Occupation                                           | Partenaire            | Classement |
| ---------------------- | ---------------------------------------------------- | --------------------- | ---------- |
| Lenie                  | chanteuse, danseuse, autrice-compositrice-interprète | Jordan Mouillerac     | 1re        |
| Florent Manaudou       | nageur                                               | Elsa Bois             | 2e         |
| Adil Rami              | footballeur                                          | Ana Riera             | 3e         |
| Jungeli                | chanteur, auteur-compositeur-interprète              | Inès Vandamme         | 4e         |
| Mayane                 | comédienne                                           | Christophe Licata     | 5e         |
| Julie Zenatti          | chanteuse, autrice-compositrice-interprète           | Adrien Caby           | 6e         |
| Claude Dartois         | chauffeur de maître, candidat de téléréalité         | Katrina Patchett      | 7e         |
| Ève Gilles             | Miss France 2024, mannequin                          | Nino Mosa             | 8e         |
| Frank Lebœuf           | footballeur, acteur                                  | Candice Pascal        | 9e         |
| Charlotte de Turckheim | actrice, humoriste, réalisatrice                     | Yann-Alrick Mortreuil | 10e        |
| Sophie Davant          | animatrice de télévision et de radio, journaliste    | Nicolas Archambault   | 11e        |
| Nelson Monfort         | journaliste sportif, animateur de télévision         | Calisson Goasdoué     | 12e        |

## Danses et épreuves de l'émission

### Styles de danse
Lors des deux premières saisons, les célébrités ont principalement exécuté des danses de salon : valse, quickstep, cha-cha-cha, jive, rumba, tango, paso doble, foxtrot, samba, valse viennoise, salsa, charleston, et freestyle lors des finales. À partir de la saison 3 puis surtout la saison 4, d'autres danses plus modernes et plus diversifiées ont fait leur apparition : American Smooth lors de la saison 3, danse contemporaine, Bollywood, flamenco, boléro, modern'jazz, disco, boogie-woogie, jazz broadway et rock 'n' roll lors de la saison 4, country, danse classique, hip-hop, afro jazz, Lindy hop et tango argentin lors de la saison 5, mambo lors de la saison 6, jazz lors de la saison 7[source secondaire souhaitée].

### Épreuves de l'émission

#### LeMarathon de la danse
Le Marathon de la danse est l'une des épreuves de l'émission. Les couples s'affrontent les uns aux autres pour gagner un maximum de points. Ils dansent tous en même temps et sur la même musique, et le jury élimine à intervalle régulier (20 secondes par exemple) le couple le moins convaincant. Le premier couple éliminé est celui qui gagne le moins de points, et le dernier en piste gagne le plus de points : il s'agit donc pour les candidats de rester le plus longtemps possible sur scène, ce qui n'est pas toujours facile au vu de la durée de l'épreuve. Le nombre de points gagnés par les candidats varie suivant le prime dans lequel a lieu le Marathon de la danse et peut croître de 1 en 1 ou de 10 en 10.
Le marathon de danse est une compétition née dans les années 1920 aux États-Unis. Le principe consistait à récompenser le couple qui danserait le plus longtemps possible et qui serait le dernier en piste. Les marathons pouvaient ainsi durer plus de 48 heures (voir le film de Sydney Pollack On achève bien les chevaux).
L'épreuve serait redoutée par les candidats et revient en 2018 après trois ans d'absence.

#### Autres épreuves
- Face-à-face : à la fin de chaque prime, les deux couples en danger s'affrontent sur une danse, avant d'être départagés par le public.
- Duel freestyle / Duel danse libre : les deux couples finalistes font chacun une dernière danse sur une danse libre, avant le dernier résultat final et la consécration du gagnant de la saison.
- Danse à l'aveugle : les couples ne découvrent la musique sur laquelle ils vont danser que quelques minutes avant d'entrer sur la piste de danse.
- Bataille des coachs : des anciens candidats reviennent pour coacher une équipe de candidats et leurs partenaires.
- Relais : les couples passent un par un sur la piste de danse pour danser sur une même musique pendant quelques instants, à l'appel des juges qui classent ensuite les meilleurs couples pour leur attribuer des points supplémentaires.
- Figure imposée / Défi fou / Défi des juges : chaque couple doit réaliser une figure imposée par les juges lors de sa prestation (pas de danse particuliers, porté, acrobatie, mains liées, dos-à-dos synchronisé, danse à l'aveugle yeux bandés, cuban cacha, fleckerl, ruban, charmeur de serpent, envol, air step, capoeira, figure aérienne, pot stir, vrille aérienne, solo, tornade, danse avec un mur, lèvres contre lèvres, espace réduit, danse avec une troupe, miroir, final nu, ombres, French cancan, porté de l'écharpe, twist turn, figure spaghetti, batucada et volta, planche, toupie, arabesque désaxée en rotation, marche du torero, dead drop, spin lean and catch, claquettes, pas de country, combinaison synchronisée, vrille entrelacée, triple saut, etc.).
- 15 secondes solo : chaque candidat, durant une prestation, doit danser 15 secondes seul.
- Trio : chaque couple danse en trio avec un troisième danseur, ou un autre candidat.
- Mégamix / Medley : les couples dansent tous sur la piste et enchaînent trois types de danses sur trois types de musique, puis le jury classe les meilleurs couples pour leur attribuer des points supplémentaires.
- Fusion de danses : les couples réalisent deux techniques de pas en une seule danse et les alternent durant leur prestation.
- Changement de partenaire / Switch des couples : chaque candidat change de partenaire de danse (danseur professionnel ou ancien candidat), déterminé par le public ou la production, le temps d'une semaine d'entraînement et d'un prime
- Duo entre candidats / Danse des finalistes : les candidats dansent ensemble deux par deux lors d'une prestation, et chaque couple ainsi formé obtient une note commune.
- Porté : chaque couple doit réaliser une figure de porté lors de sa prestation.
- Le juge coache / Soirée des juges / Prime des juges : pendant une semaine de préparation, chaque juge coache un couple, avec qui il danse lors de la prestation.
- Danse coup-de-cœur / Épreuve de la rédemption / Danse réitérée : les couples finalistes refont l'une de leurs prestations qui a été marquante durant la saison.
- Duel de couples : chaque couple est confronté à un autre couple et dansent l'un après l'autre sur la même chanson, puis le jury désigne les gagnants de chaque duel et leur attribue des points supplémentaires.

## Candidats

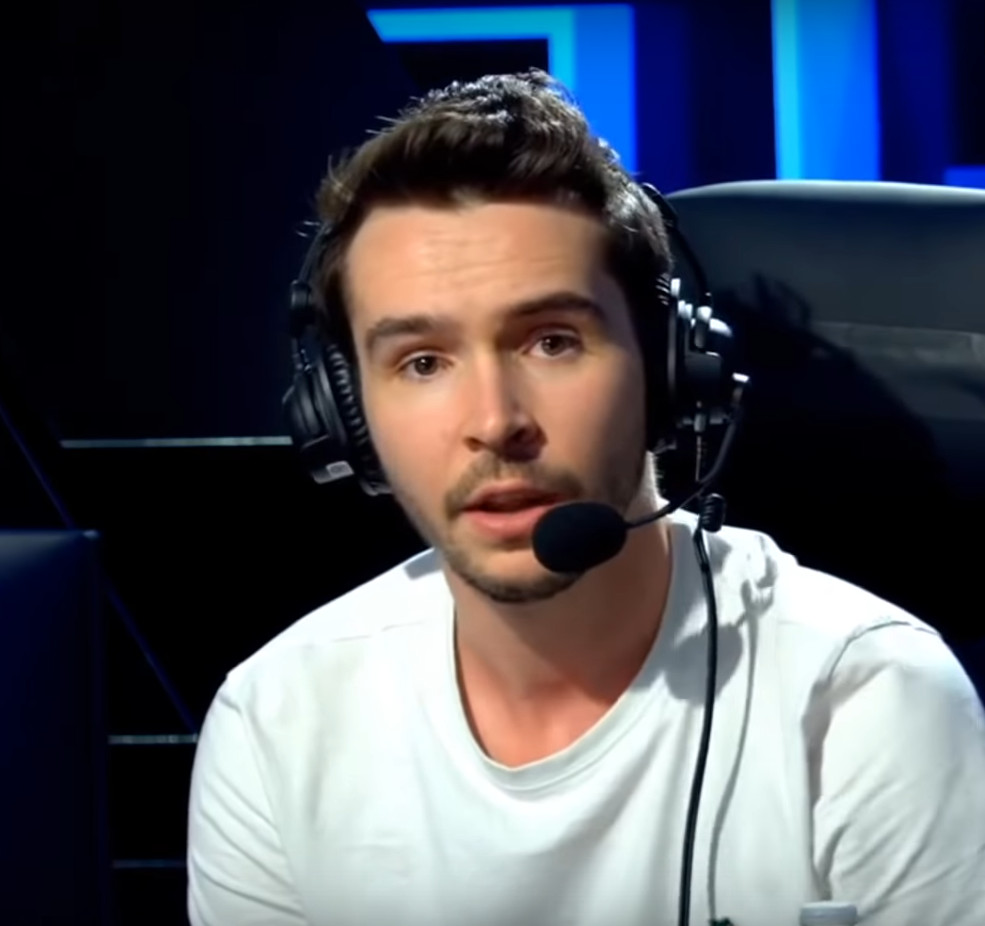
Domingo
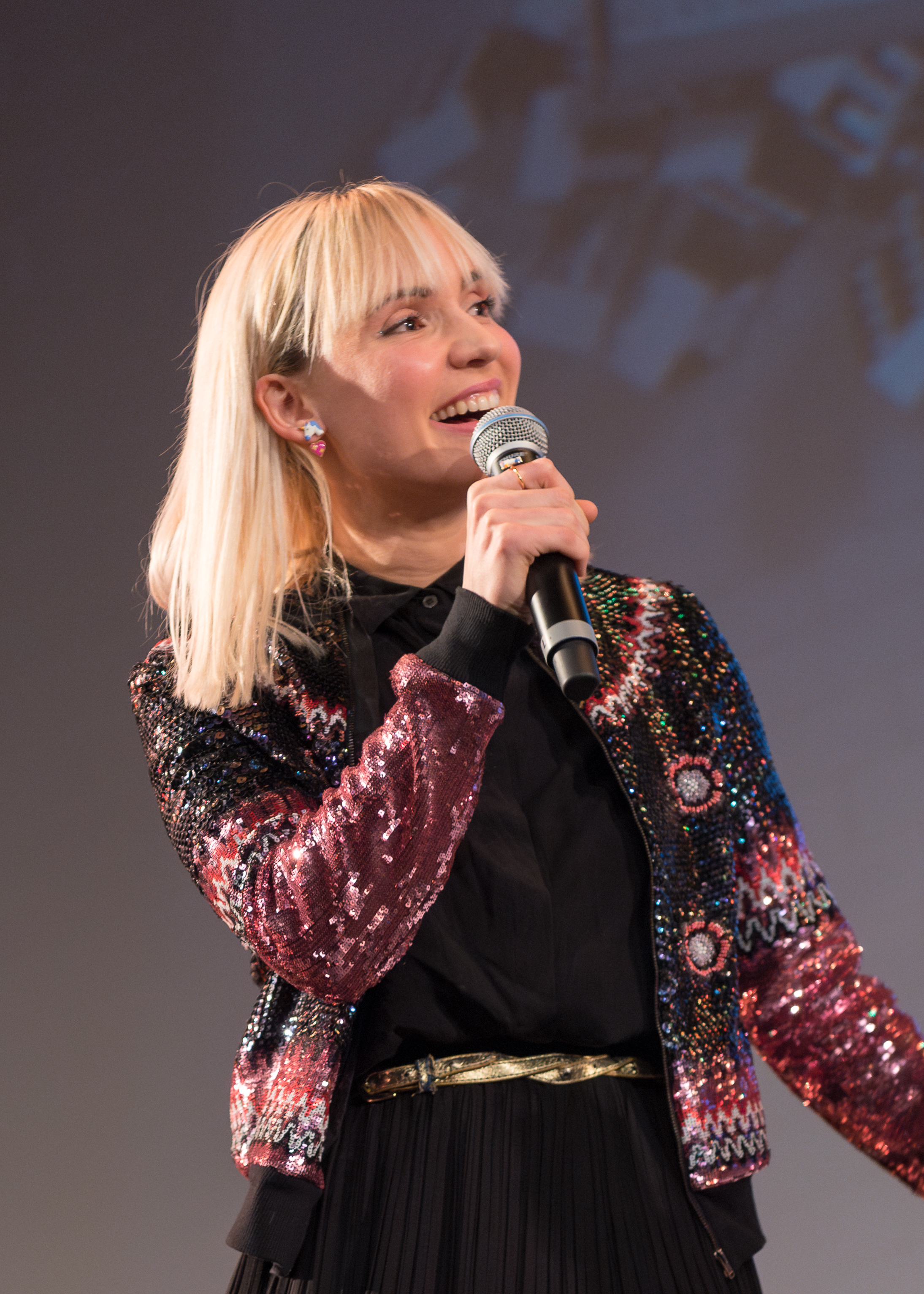
Natoo
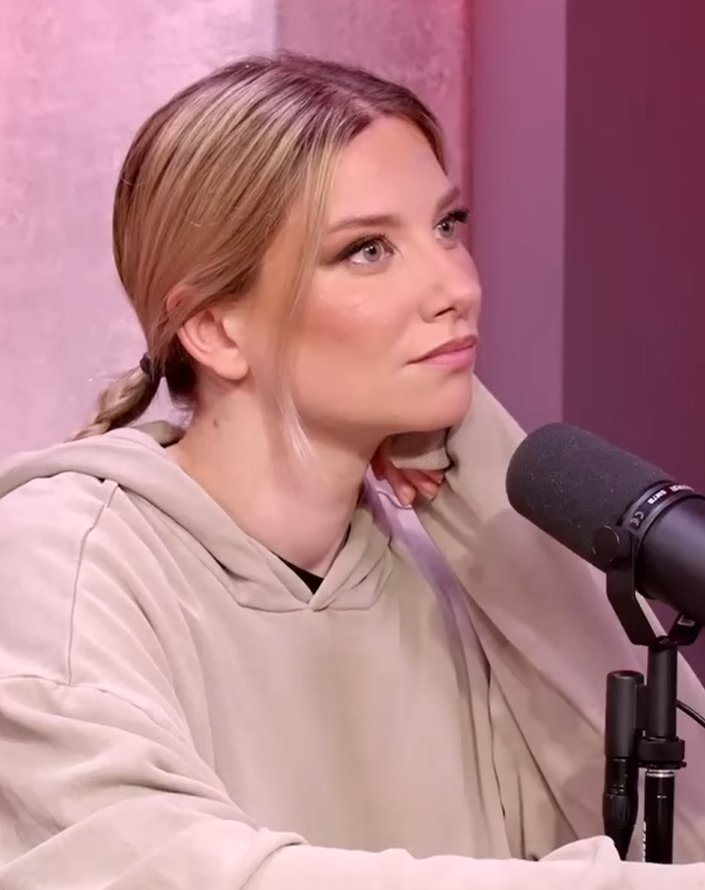
Baghera Jones
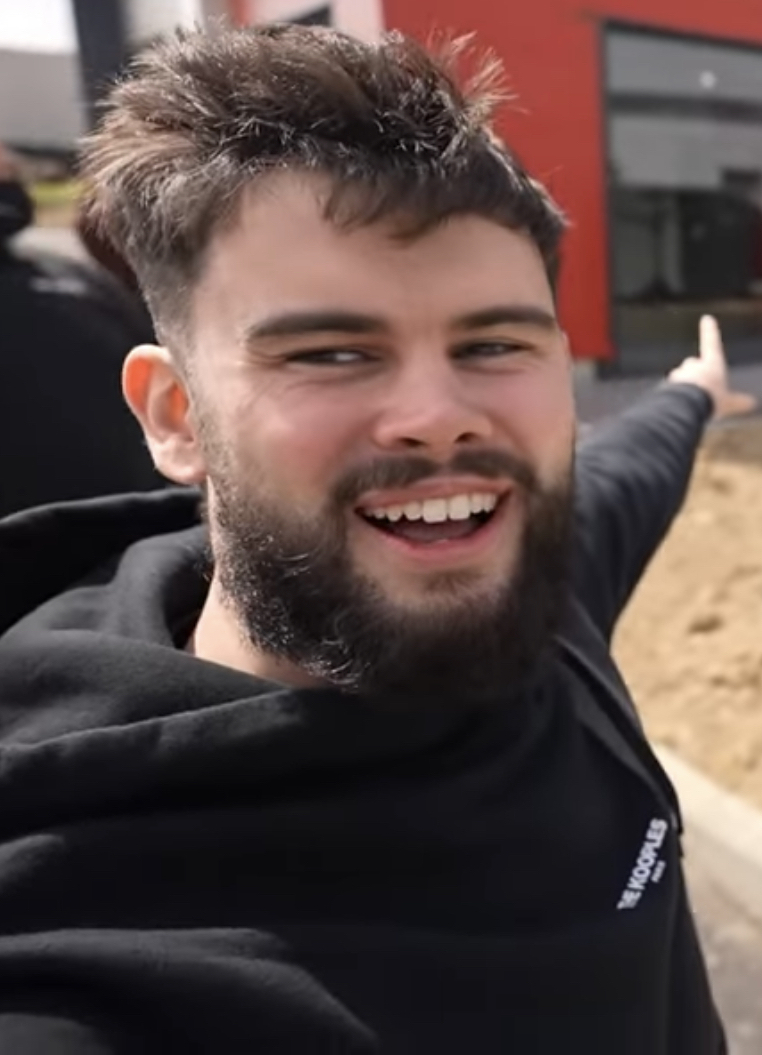
LeBouseuh

La plupart des 149 candidats (73 hommes, 76 femmes) qui ont déjà participé ou participent à Danse avec les stars sont des chanteurs, des musiciens et des acteurs ; les autres sont des sportifs, des mannequins et des personnalités de la télévision et du spectacle.
Malgré la diversité des candidats quant à leurs professions, l'émission a principalement été remportée jusqu'à présent par des chanteurs (M. Pokora, Shy'm, Emmanuel Moire, Alizée, Loïc Nottet, Tayc, Billy Crawford, Natasha St-Pier, Lenie) et des comédiens (Rayane Bensetti, Agustín Galiana, Clément Rémiens), ainsi qu'un mannequin (Laurent Maistret) et un nageur handisport (Sami El Gueddari).

## Dérivés

### Émissions spéciales (2012, 2017)
En plus des saisons annuelles du programme, deux émissions spéciales ont également été diffusées sur TF1 :
- « Danse avec les stars » fête Noël, diffusée le 22 décembre 2012 à la suite de la saison 3 ;
- Danse avec les stars : Le grand show, diffusée le 4 février 2017 à la suite de la saison 7.

| Édition                              | Nombre de candidats | Date             | Podium                                      | Podium                        | Podium                                    |
| ------------------------------------ | ------------------- | ---------------- | ------------------------------------------- | ----------------------------- | ----------------------------------------- |
| Édition                              | Nombre de candidats | Date             | Vainqueur                                   | Deuxième                      | Troisième                                 |
| « Danse avec les stars » fête Noël   | 9                   | 22 décembre 2012 | Amel Bent                                   | Sofia Essaïdi                 | Matt Pokora                               |
| Danse avec les stars : Le grand show | 12                  | 4 février 2017   | Laurent Maistret Laurent Ournac Camille Lou | Loïc Nottet Tal Brian Joubert | Alizée Tonya Kinzinger Philippe Candeloro |

### Danse avec les stars, la tournée(2013-2018)
Une tournée réunissant les célébrités ayant marqué les saisons précédentes, ainsi que leurs partenaires, a été organisée à l'issue de la quatrième saison, fin 2013. Au cours d'un même spectacle, cinq couples sont jugés sur deux danses par un jury de trois membres, avant que le public présent dans la salle vote finalement pour son couple favori. La mise en scène et les chorégraphies d'ensemble sont assurées par Chris Marques.
Devant le succès remporté, une seconde tournée est organisée de décembre 2014 à février 2015, puis une troisième de janvier à mars 2016, une quatrième de janvier à mars 2017 et une cinquième de janvier à mars 2018.

#### Présentateurs
- Sandrine Quétier (2013-2018)
- Vincent Cerutti (2013-2015)
- Laurent Ournac (2016-2018)
- Karine Ferri (2018)

#### Jury
- Chris Marques (2013-2018)
- Jaclyn Spencer[72] (2013-2018)
- Jean-Marc Généreux (2013-2018)
- Fauve Hautot (2016)

### Qui dansera avec les stars?
Qui dansera avec les stars (abrégé QDALS) est une émission dérivée de Danse avec les stars diffusée sur TF1+ de 2023 à 2024. Le but de cette émission est de trouver le prochain danseur professionnel qui intègrera la troupe.
Lors de la première saison, ils étaient 9 participants jugé par Chris Marques, Julien Chapero et accompagnés par Inès Vandamme (voix off) ,. Cette première édition est remportée par Pierre Mauduy.
La deuxième saison (2024), toujours diffusée sur TF1+ oppose 34 participants toujours jugés par Chris Marques, Julien Chapero rejoint par Fauve Hautot et toujours accompagnés par Inès Vandamme (voix-off),. Cette saison est remportée par Ana Riera.

### Danse avec les stars d'Internet

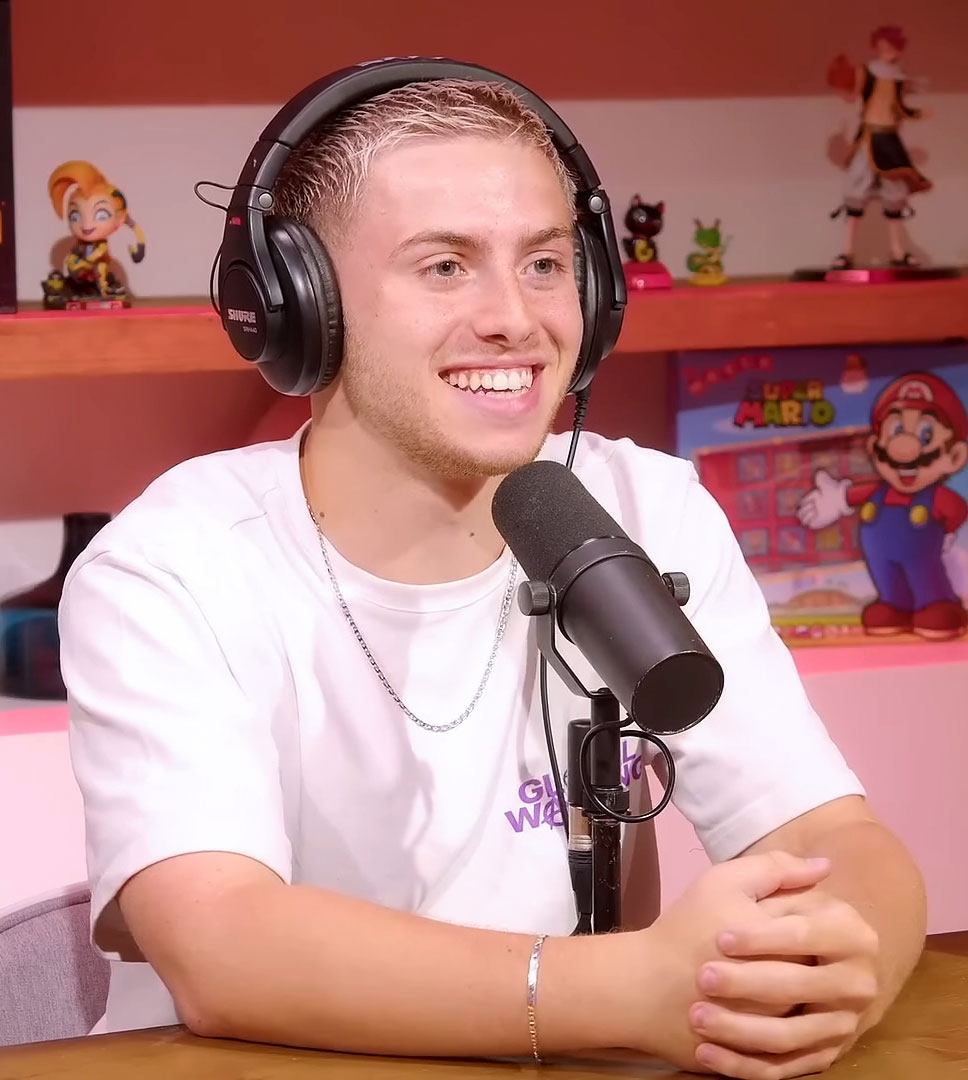
Michou

Le 1er mars 2024, le vidéaste web Michou, finaliste de la saison 11 du programme, annonce que l'émission de danse aura droit à un spin-off composé de créateurs de contenu (vidéastes/streameurs) qui danseront avec des danseurs professionnels de Danse avec les stars devant le même jury que le programme original,,,. Michou et Doigby présenteront l'émission, intitulée Danse avec les stars d'Internet (parfois identifié par l'acronyme DALSI), qui durera le temps de 3 primes. L'émission sera diffusée sur sa chaîne Twitch et disponible en replay sur TF1+[source secondaire souhaitée].
Le 9 mars, lors du premier prime, Michou annonce que le rappeur Kerchak rejoindra l'émission pour une performance spéciale accompagné par Calisson Goasdoué le 16 mars[pertinence contestée].
Le 29 mars, la compétition est remportée par le vidéaste web Domingo, aux côtés de la danseuse Inès Vandamme.
Une saison 2 de DALSI est en préparation selon certaines sources, la tiktokeuse Ana Hnf aurait été d'ailleurs approchée (en attente de confirmation officielle).

#### Candidats
| Candidat           | Occupation                                                 | Partenaire         | Classement |
| ------------------ | ---------------------------------------------------------- | ------------------ | ---------- |
| Domingo            | streameur, vidéaste web, animateur                         | Inès Vandamme      | 1er        |
| Natoo              | vidéaste web, humoriste, chanteuse, actrice                | Anthony Colette    | 2e         |
| Gaëlle Garcia Diaz | entrepreneuse, vidéaste web, mannequin, actrice, chanteuse | Jordan Mouillerac  | 3e         |
| Baghera Jones      | streameuse                                                 | Christian Millette | 4e         |
| LeBouseuh          | vidéaste web                                               | Alizée Bois        | 5e         |
| Nico-Tine          | vidéaste web                                               | Elsa Bois          | 5e         |
| Kerchak            | rappeur                                                    | Calisson Goasdoué  | -          |

- Domingo
- Natoo
- Baghera Jones
- LeBouseuh

#### Jury
| Juges              | Primes                        | Primes                        | Primes                        |
| Juges              | 1                             | 2                             | 3                             |
| ------------------ | ----------------------------- | ----------------------------- | ----------------------------- |
| Chris Marques      | Participant à la/aux prime(s) | Participant à la/aux prime(s) | Participant à la/aux prime(s) |
| Jean-Marc Généreux | Participant à la/aux prime(s) | Participant à la/aux prime(s) | Participant à la/aux prime(s) |
| Fauve Hautot       | Participant à la/aux prime(s) | Participant à la/aux prime(s) | Participant à la/aux prime(s) |
| Mel Charlot        | Participant à la/aux prime(s) |                               | Participant à la/aux prime(s) |
| Carlito            | Participant à la/aux prime(s) |                               |                               |
| Shy'm              |                               | Participant à la/aux prime(s) |                               |
| Camille Combal     |                               |                               | Participant à la/aux prime(s) |

#### Audiences
Samedi 9 mars 2024, le premier prime diffusé sur Twitch a été suivi par 302 758 viewers, avec un pic à 403 010 viewers lors de l'annonce des premiers éliminés.
Samedi 16 mars 2024, la deuxième soirée également diffusée sur Twitch a été suivie par 277 650 viewers, avec un pic à 334 511 viewers à 23 h 10. Lors de cette soirée, Michou annonce à ses viewers que la finale sera retransmise sur TF1 le vendredi 29 mars 2024.
Vendredi 29 mars 2024, la finale est diffusée sur TF1, mais aussi sur Twitch. Cette dernière soirée a été regardée par 110 963 viewers sur Twitch, avec un pic à 117 021 viewers à 01 h 20 et par 809 000 téléspectateurs sur TF1, soit 20,1 % sur l'ensemble du public et 28,9 % sur les FRDA-50.

### Jeu de société
Un jeu de société dérivé de l'émission est disponible depuis octobre 2017. Il est édité par Canal Toys.